# 濠江区
23°17′06″N 116°43′29″E / 23.28500°N 116.72472°E
濠江区是中国广东省汕头市的一个市辖区，位于广东省的东南部、北隔汕头港与金平区、龙湖区相望，西界掠鸟尾山接潮阳区东山，东面与南面濒临南海。濠江区于2003年3月由原达濠区和河浦区合并而成，區人民政府駐达濠街道府前路4号。
濠江區三面環海，同時擁有內海灣和外海灣，彙集廣澳港區、汕頭保税區、疏港鐵路、汕汕高鐵、深汕高速公路、汕湛高速公路等交通關鍵節點。

## 历史

### 新石器时代

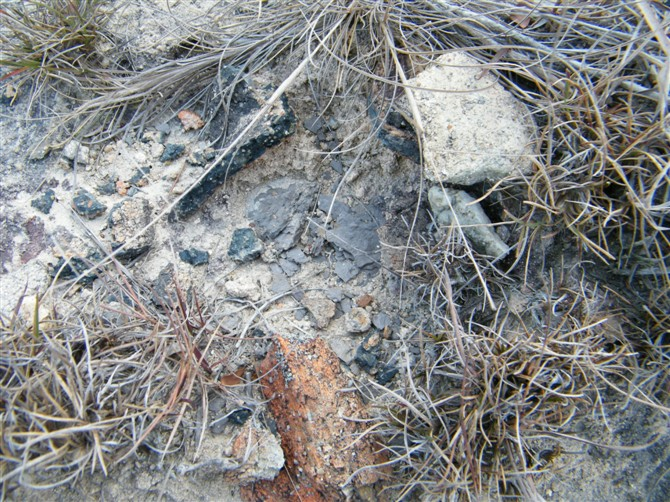
分布于小望山周围地表的夹砂陶片

据饶宗颐《韩江流域遗址及其史前文化》和《潮瓷说略》（日文）可知，在1946年至1948年间曾在澳头出土过一些新石器时代的陶片和一个完整的网纹水瓶。在小望山山顶分布着一些夹砂网纹碎陶片，可能也是新石器时代遗物。

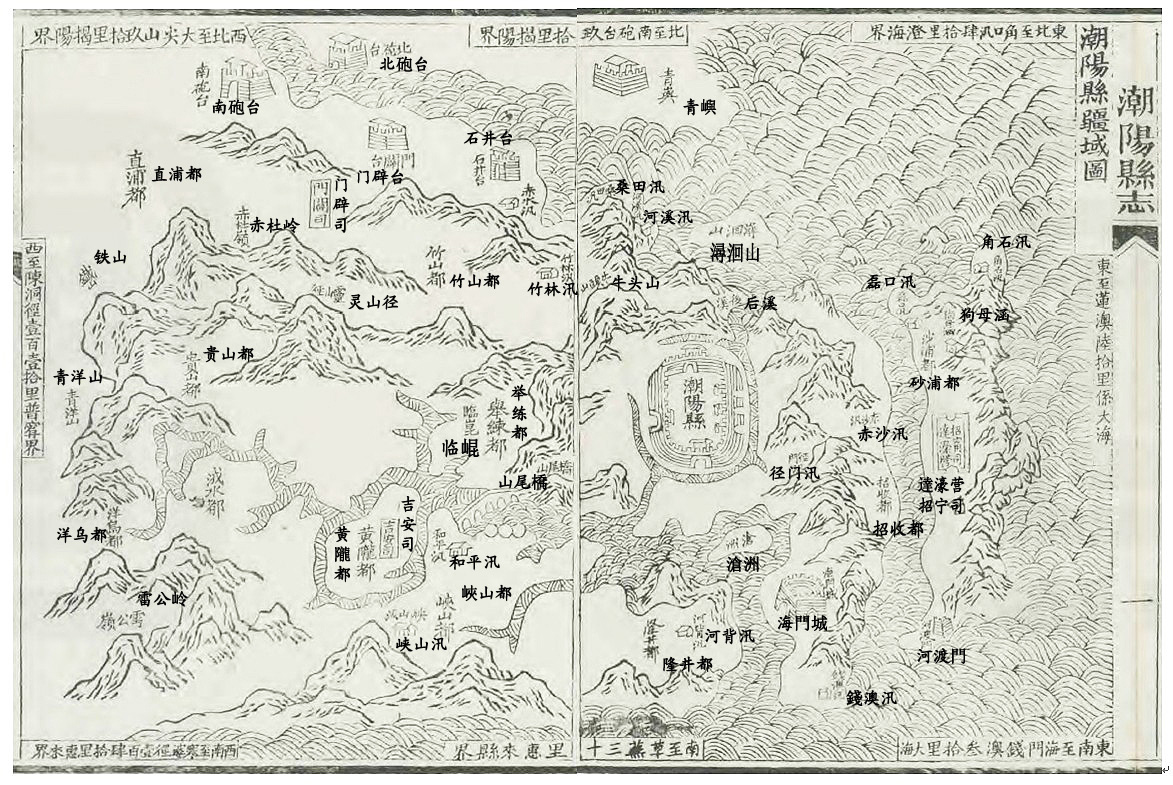
1881年 清光绪十年 潮阳县疆域图

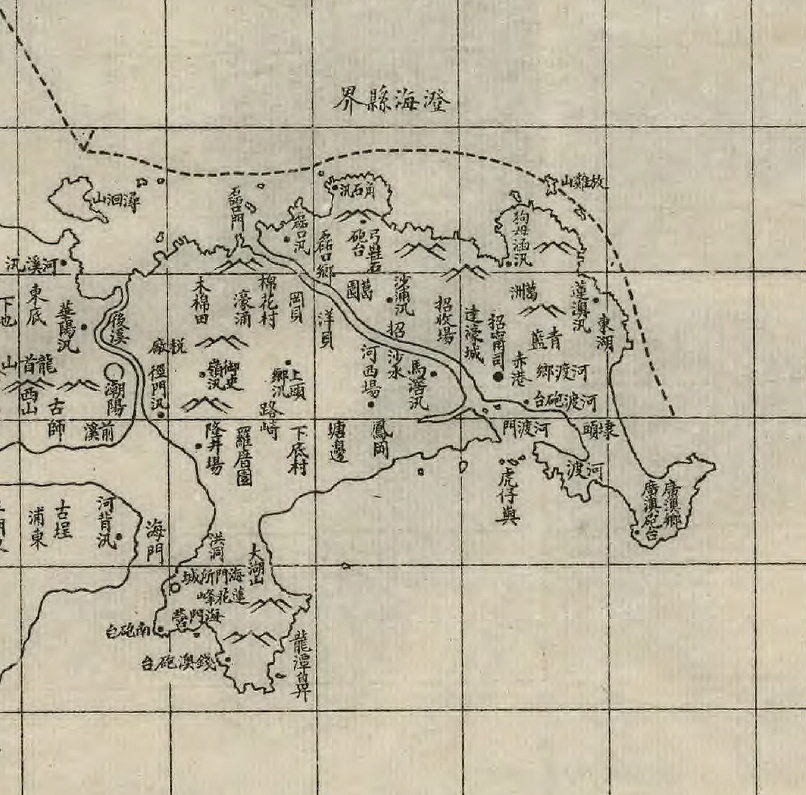
1897年 光绪二十三年
广东舆地全图 招收都、砂浦都

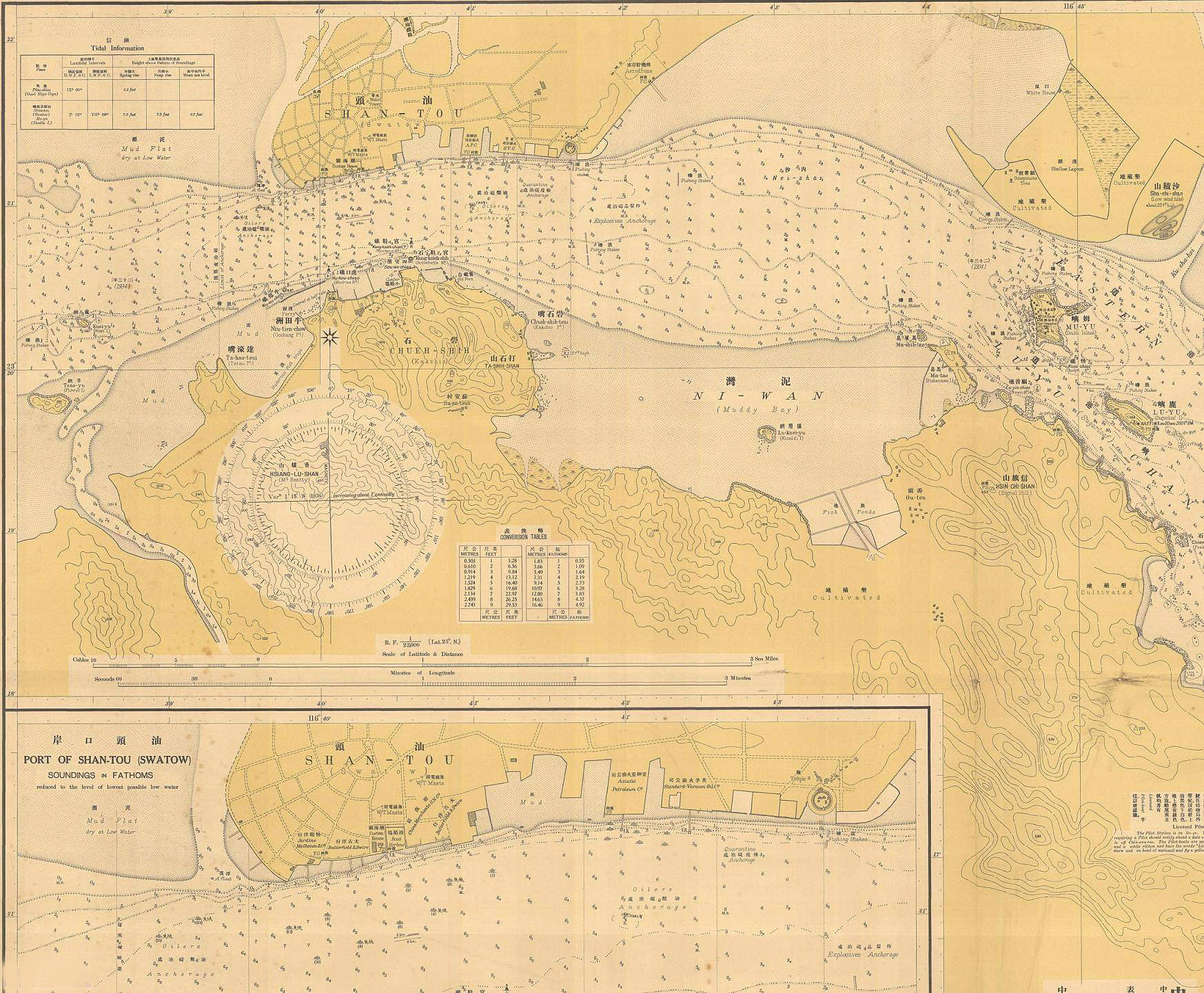
1934年 汕头口岸地图

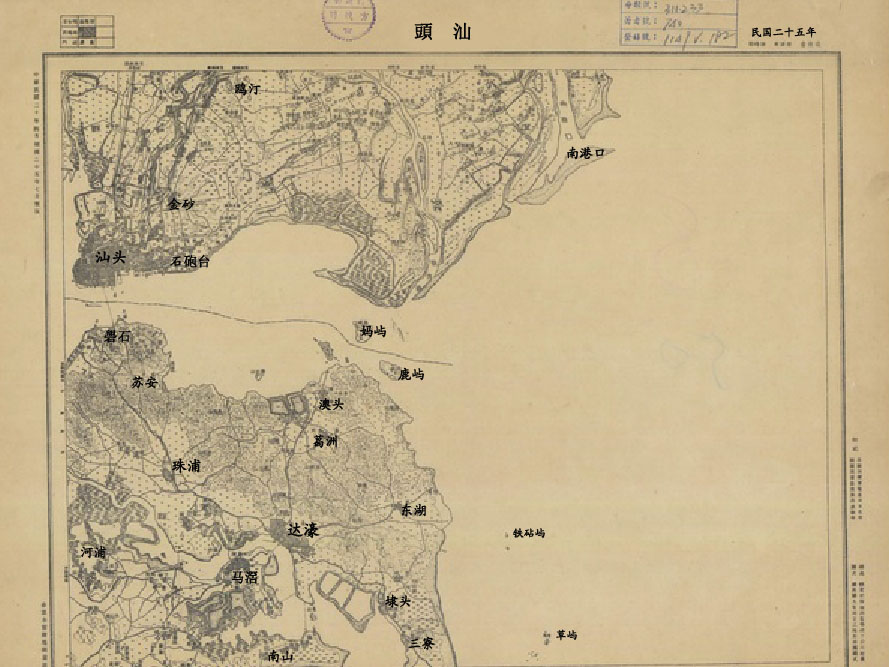
1936年汕头及周边地图

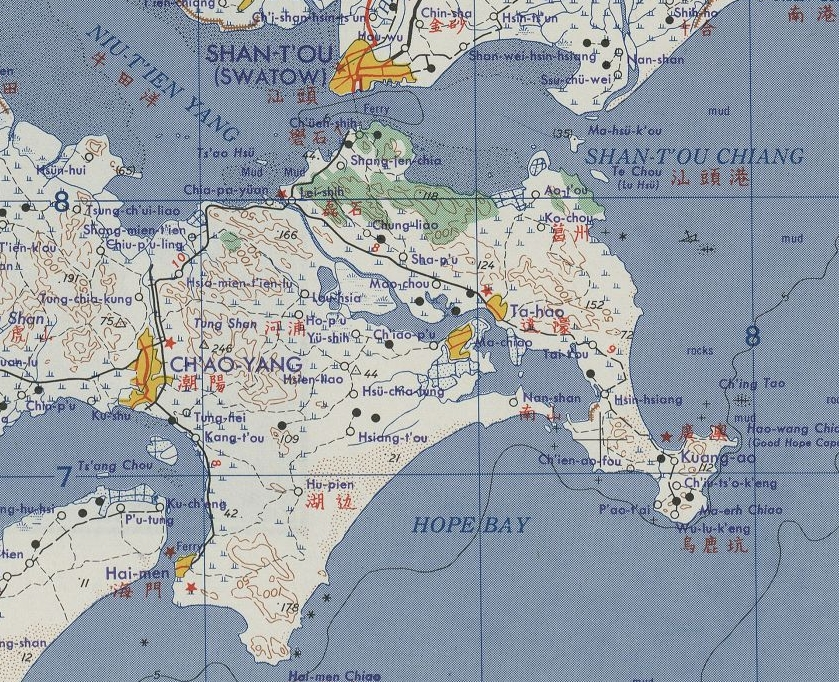
1954年 美军军用地图
达濠及周边地图

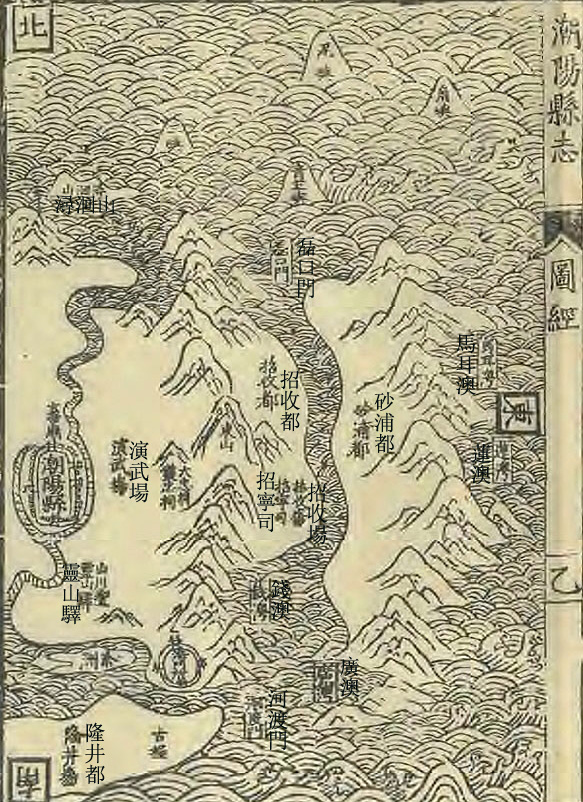
招收都、砂浦都 明隆庆《潮阳县志》

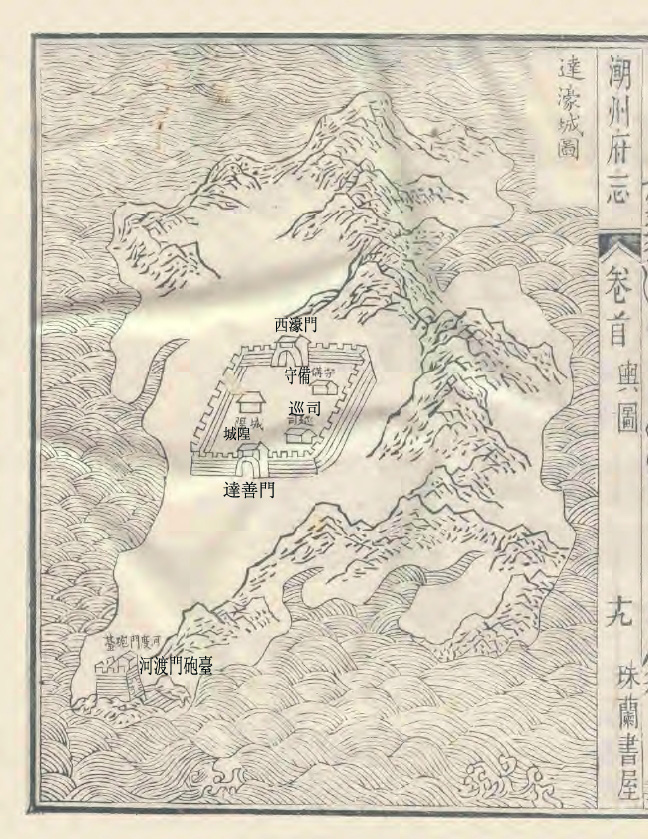
達濠城圖

明
清
民国

### 大事记
- 宋

陈憺 号开峰，莆田进士。初官侍讲，嘉定间（1208-1224出知潮州。修学宫，崇礼教，清正有声。任满士民攀留，因择潮之濠浦乡家焉。居乡廉静自持，时以经学课其子孙云。
- 明

洪武初设海口巡检司于海口（今海门）。
洪武二十四年（1391年）设潮阳守御千户所于县城内，后以离海稍远，不便控制，于二十七年（1394年）移置海门，改名海门守御千户所。至二十八年（1395年），移巡检司于招收都大栅村（今下衙），改名招宁巡检司，后又移置达濠。
嘉靖五年（1562年），僧信腾创始青云禅林。总兵汤宽捐东湖租十一石，监生纪时学捐岩前租8石为香灯之资。
嘉靖四十二年（1563年） 倭寇攻潮阳县城，达濠人应募守御，围解。
嘉靖四十四年（1565） 砂浦人林有源中进士。
- 清

顺治四年（1647年），张礼据达濠、砂浦两都，为渠长。五年（1648），郑鸿逵遣陈豹入邑索饷，为土寇张礼等所乘，豹走。六年（1649），张礼入据县城。六年十二月初二日，郑成功入潮阳攻达濠三寨，张礼降。
康熙元年（1662年）迁斥近海乡村。三年再行续迁。
康熙八年（1669年）正月，邱辉入海门，劫掠和平诸寨。二十日直抵峡山、黄陇二都。康熙九年（1670年）邱辉受台湾郑经札，开潮州府于达濠埠，置市廛鱼盐之利。康熙十九年（1680年），官兵水陆兵并进，与邱辉鏖战于牛田、磊口，邱辉不敌，夜间下海遁，投入台湾，达濠始收入内地。
康熙二十年（1681年）建达濠营守备署。水师达濠营设守备1员，千总1员，把总2员，外委3员，额外外委1员，战兵66名，守兵192名。
康熙二十八年（1689年）建军装库、火药局。
康熙五十六年（1717年）建达濠城。周围142丈。高1丈5尺。同年建广澳炮台、莲澳炮台、河渡炮台。
雍正十二年（1734年）建河西栅委员署于马滘。
乾隆二十八年（1763年），陈耀振倡建河东书院。
嘉庆五年（1800年）七月，建宫鞋石炮台。营房35间，外委一员，炮七尊。
道光二十一年(1841)乡绅陈作舟倡建育婴堂。

## 行政区划
濠江区取名于境内的濠江，下辖7个街道办事处：
达濠街道、马窖街道、礐石街道、广澳街道、滨海街道、河浦街道和玉新街道。
2003年1月29日，国务院以国函[2003]11号文批复广东省人民政府，同意调整汕头市行政区划。撤销汕头市达濠区、河浦区，设立汕头市濠江区。以原达濠区（不含礐石街道的浔洄居委会）和河浦区的行政区域为濠江区的行政区域；调整后濠江区辖达濠、礐石、马滘、广澳、三河、玉新、滨海等7个街道，区政府驻达濠街道府前路（原达濠区政府驻地）。
2004年2月5日，濠江区三河街道办事处更名为河浦街道办事处。
| 濠江政区                                                       |  | 街道办 | 面积（km²） | 人口    | 居委数 | 居委                                                                                            |
| -------------------------------------------------------------- |  | ------ | ----------- | ------- | ------ | ----------------------------------------------------------------------------------------------- |
| 礐石街道 达濠街道 广澳街道 马滘街道 滨海街道 玉新街道 河浦街道 |  | 达濠   | 20.2        | 73,000  | 10     | 濠滨、达濠、达埠、赤港、赤隆、青篮、青林、青盐、葛洲、西堆，另有包帆、放钓、赤濠3个渔业经济联社 |
| 礐石街道 达濠街道 广澳街道 马滘街道 滨海街道 玉新街道 河浦街道 |  | 礐石   | 35.9        | 60,000  | 16     | 珠浦、葛陈、葛朱、茂南、茂北、头村、中村、尾村、礐石、红光、红旗、红星、磊口、棉花、松山、澳头  |
| 礐石街道 达濠街道 广澳街道 马滘街道 滨海街道 玉新街道 河浦街道 |  | 广澳   | 26.7        | 31,652  | 7      | 广澳、东湖、三寮、埭头、溪头、河渡、大蔚                                                        |
| 礐石街道 达濠街道 广澳街道 马滘街道 滨海街道 玉新街道 河浦街道 |  | 马滘   | 7.8         | 30,000  | 7      | 海光、海星、海明、和社、马滘、凤岗、南山                                                        |
| 礐石街道 达濠街道 广澳街道 马滘街道 滨海街道 玉新街道 河浦街道 |  | 河浦   | 30          | 35,337  | 5      | 河东、河南、河北、楼下、肚桥                                                                    |
| 礐石街道 达濠街道 广澳街道 马滘街道 滨海街道 玉新街道 河浦街道 |  | 玉新   | 13          | 18,689  | 6      | 玉石、黎明、岗背、燎原、灯塔、下衙                                                              |
| 礐石街道 达濠街道 广澳街道 马滘街道 滨海街道 玉新街道 河浦街道 |  | 滨海   | 19.2        | 30,000  | 9      | 华新、华里、钱塘、五一、上头、林后、东陇、上店、里前                                            |
| 礐石街道 达濠街道 广澳街道 马滘街道 滨海街道 玉新街道 河浦街道 |  | 合计   | 134.88      | 275,918 | 60     |                                                                                                 |

- 村落

## 人口
截至2020年11月1日零時，根據汕頭市第七次全国人口普查數據結果，濠江區常住人口269471人，佔汕頭市常住總人口的4.90%。

## 地理

### 气候

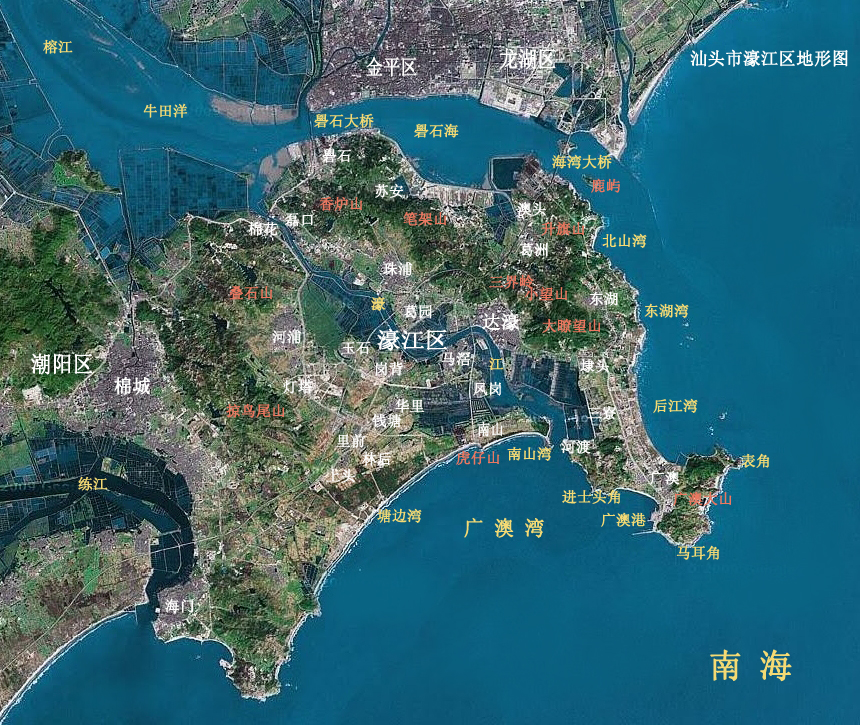
汕头市濠江区地形

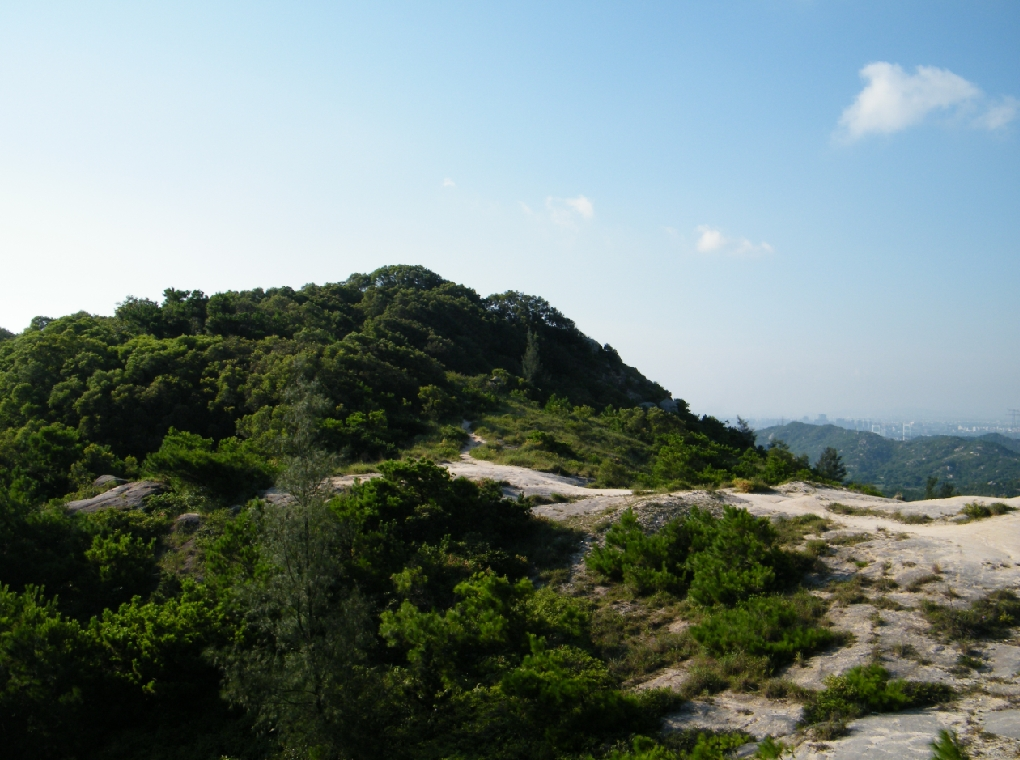
达濠小望山

气候温和湿润，属亚热带海洋性季风气候，光照充足，年太阳总辐射量为124060/cm2，年日照总时数为2100小时，年均温21.5℃，七月均温27.9℃，一月均温14.8℃。春暖早，冬寒迟（比汕头北区早或迟15天左右）。每年十月至四月为东北季风，六月至八月为西南季风，五月及九月为东北与西南风过渡季节。年均出现5级以上强风39次，平均风力比北区大一级。年均降雨量1536毫米，集中在四至九月汛期，为全年总降雨量的80%。

### 地形
区内东部为达濠岛，是汕头市第二大岛，为典型陆连岛。岛中部为200米以下丘陵，自礐石向东南方向延伸至埭头、东湖。东南端为广澳大山，为伸入大海最前沿。达濠岛周沿间有小块平原。濠江区西北部叠石山由众多巨石堆叠而成，形成螺旋状的天然石洞。西部为掠鸟尾山，与潮阳棉城东山相接。中部河浦至滨海为平原。濠江自西北磊口接榕江水，东南蜿蜒而下贯通全境，至河渡注入南海。

### 丘陵
区内最高峰为掠鸟尾山，海拔278米。次高为香炉山，海拔212米，其次为汕头气象台所在的大瞭望山，海拔181米。其他主要的丘陵有东湖岭、小望山、皇帝帽石山、三界岭、象山、升旗山、笔架山、广澳大山、河渡山、虎仔山、叠石山等。
|  |  |  |

### 海岸

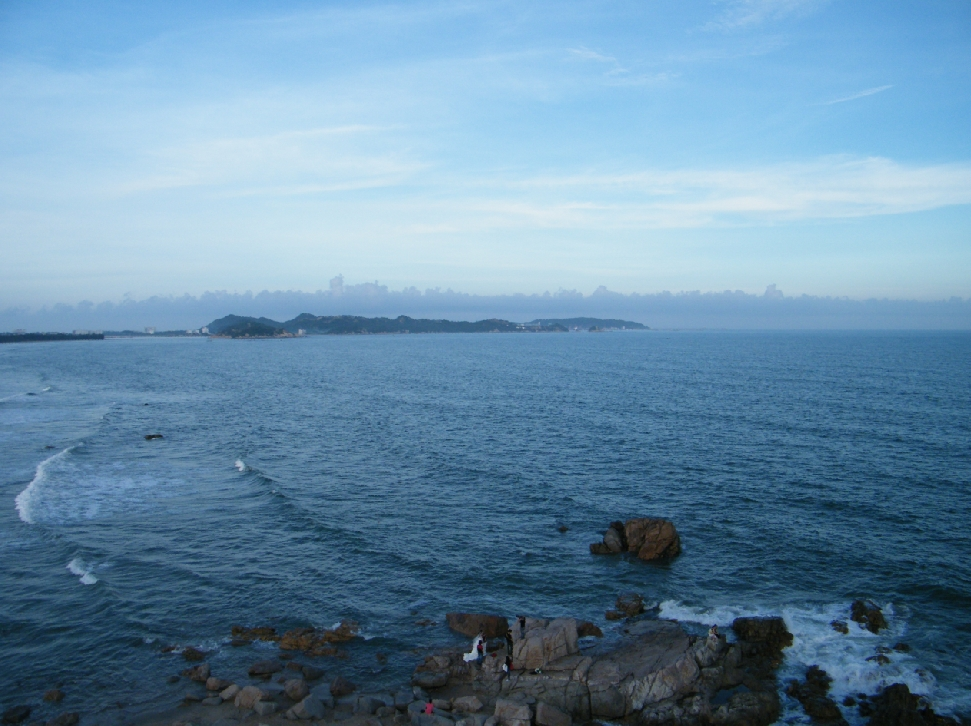
虎仔山上看南山湾 2009.7.27

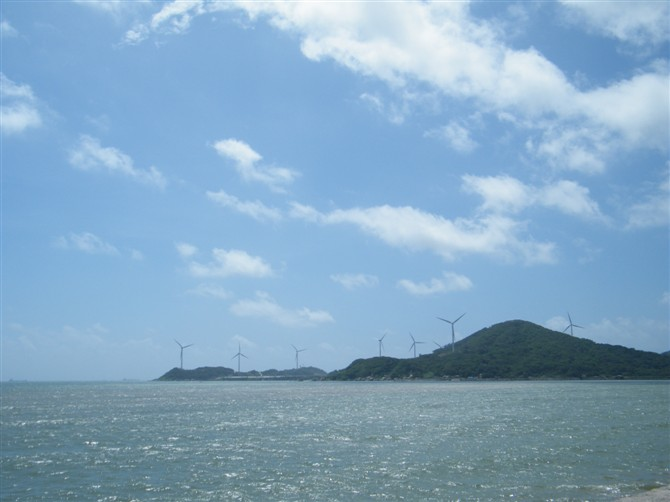
汕头保税区东海岸南望表角风车

全区海岸线长92.8千米，沿岸深水港湾和浅水海滩20多处。主要海湾有广澳湾、南山湾、后江湾、北山湾、东湖湾等。
其中南部南山湾、龙虎湾海滩相加长达十公里，为平原海岸。
东部则有北山湾、东湖湾等，东南部河渡和广澳分布有数处小沙滩。后江湾位于汕头保税区东面。东南部广澳港是粤东唯一的天然深水良港。。北部临礐石海原为泥湾，1994年在此围海造地填出约250公顷土地，并修建南滨路。。
岛礁
- 达濠岛位于濠江区东面，北面为汕头港，东、南面临南海，西为濠江，长19公里，宽9.5公里，岸线长59.6公里，面积82平方公里，为汕头第二大岛。其东部海面分布着赤礁屿、铁砧屿、铁砧屎礁、娘礁等礁屿。
- 德洲岛又名鹿屿，位于汕头港出海口、德洲水道东北侧，西南距达濠岛0.5公里，面积0.136平方公里。
- 龜山外形酷似伏龟，位于濠江下游，凤岗村以东宽阔水面中，常有白鹭等候鸟栖止。
- 东屿、西屿位于濠江出海口西侧。退潮时，有沙堤与东屿相联。与河渡构成濠江入海的门户。

广澳大山莲鞍头角北部分布有草屿、蕉礁。广澳村西南海面有鸟礁、耐礁。濠江出海口外西南200多米外有内乌礁、外乌礁。
南山海滩虎仔山在清代原为虎仔屿，现已与海滩相连。
岬角
广澳大山深入海面，有表角，莲鞍头角、马耳角、尖石角、南牙角。河渡酒晏山南端有进士头角。
东湖东部有娘宫头角。
|  |  |  |

### 水文
濠江

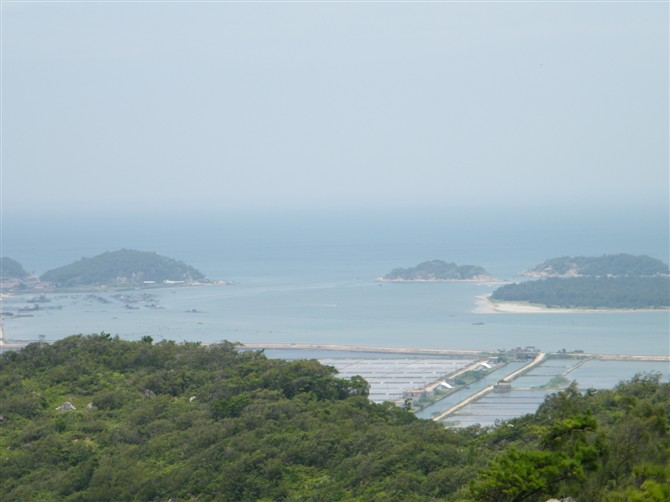
濠江入海口 古“河渡门”

濠江古称招砂水，北端于磊口接榕江牛田洋，南端河渡入南海，全长16公里。濠江北窄南宽，珠浦段最窄处不足百米，下游水面宽阔，葛园段最宽达600米，达濠-马滘段水面宽200米，南段龟山处水面宽达800米。入海口东端为河渡，西端为东屿、西屿，古称河渡门。
湿地
北部苏埃湾湿地保存有较为完整的天然次生桐花树林，规划将建成苏埃湾红树林公园。另外濠江两岸分布着不少湿地和浅塘，也是候鸟越冬的天然场所。
水库
濠江区内大小水库25宗，其中石音坑、铁鸟坑、大脚虾容量分列前三位，分布于西面的河浦。水望底、西坑、东坑位于珠浦。岭脚、鳄鱼、横坑、坑底、内坑则分布于达濠、葛洲间。

## 交通

濠江区综合交通规划图 2007-2020

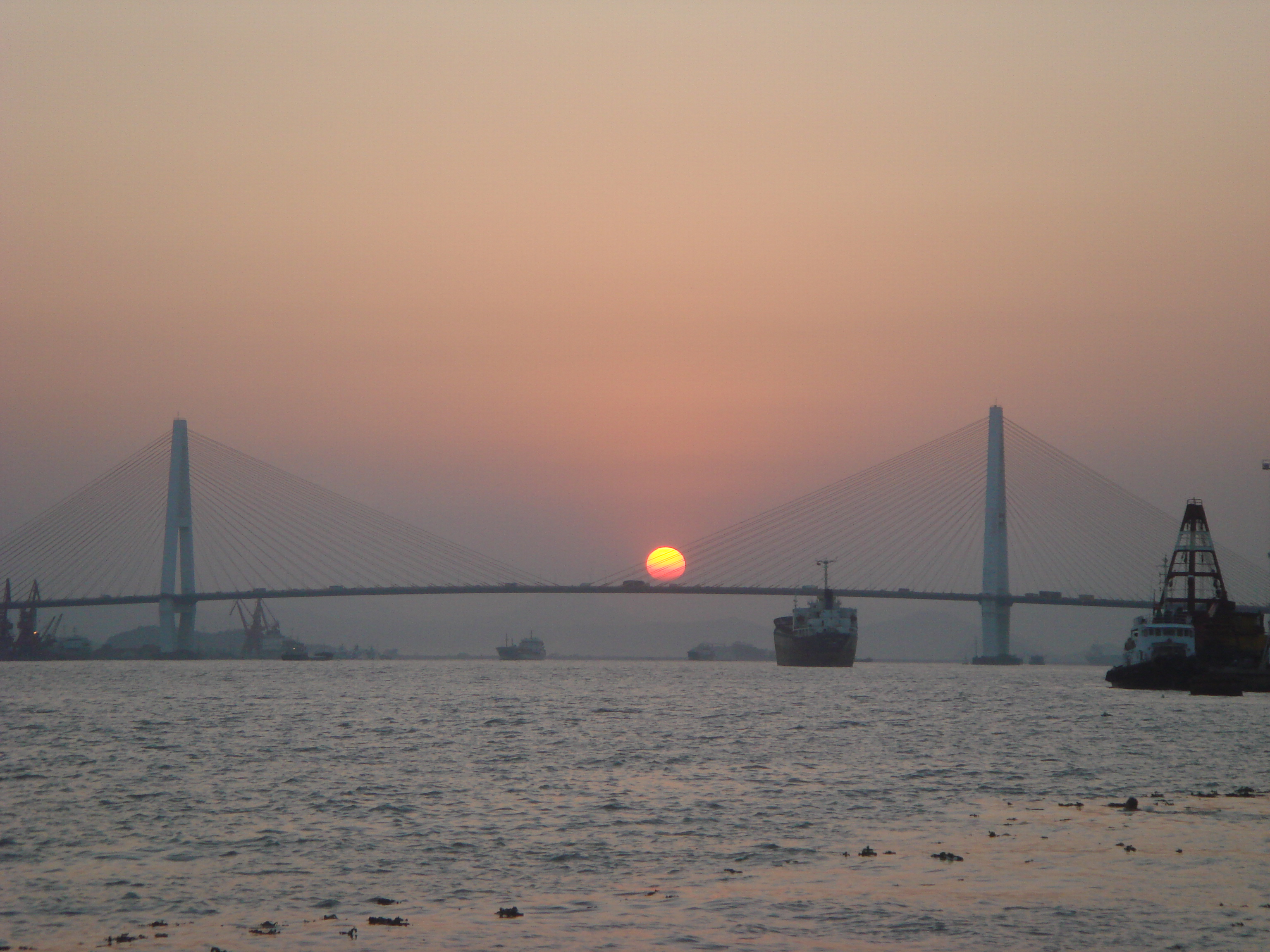
礐石大桥

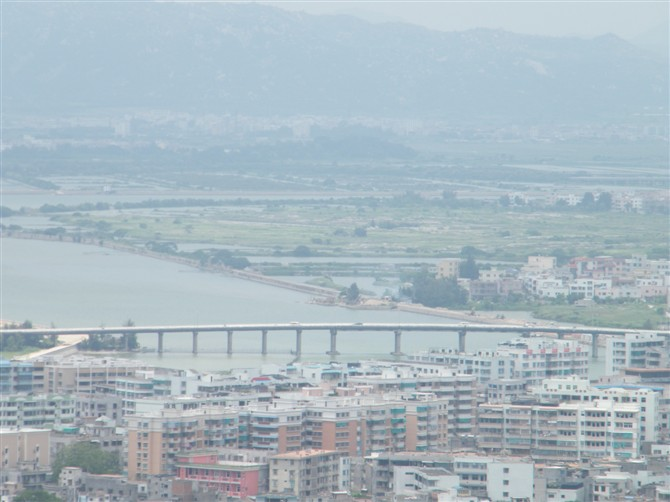
濠江大桥

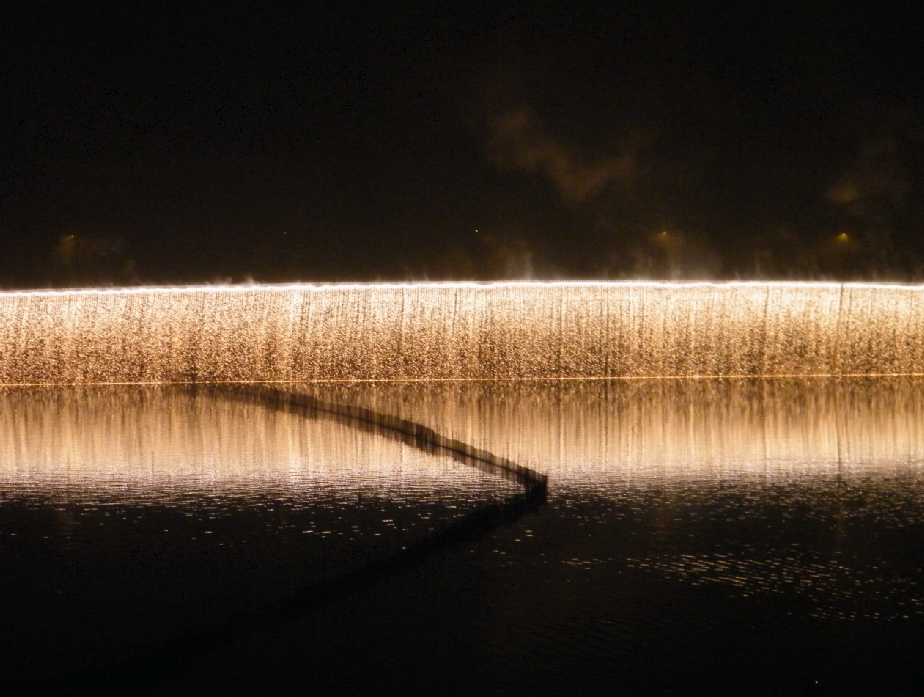
2010年濠江春节烟火表演
濠江大桥烟花瀑布

### 公路
- 沈海高速 深汕高速公路 从汕头海湾大桥起始往南，在葛园跨过濠江，往西南至海门。濠江区内设有达濠、河浦、澳头三个出入口。
- G324 324国道从汕头海湾大桥出，经南滨路至礐石磊口往西进入潮阳区。
- S337磊广路 在磊口连接324国道，往东南经珠浦、达濠城区至埭头村往南接广达大道到广澳港。在葛园达濠路口与深汕高速公路连接。
- S324河浦大道 在棉花村连接324国道，往南经河浦，在滨海接安海路。在河浦路口与深汕高速公路连接。
- 广达大道 在埭头接磊广大道往南至广澳港。
- 疏港大道 已开建，从广澳港始，连接广达大道经河渡，跨过濠江出海口往西接安海路[20]。
- 安海路 现建成南段，接河中路往西南至海门。北段规划从河中路向北延伸跨过濠江至葛园，在达濠路口连接深汕高速公路，继续往北经珠浦至苏安村接苏埃隧道接天山路。
- 濠洲路 在区政府东侧连接磊广大道，往北过三界岭经葛洲、澳头接南滨路。
- 南滨路 在达濠岛北部、汕头港南岸，东西向连接礐石大桥、324国道和澳头海湾大桥、东湖路。
- 东湖路 在埭头接磊广大道往北经东湖在澳头接南滨路与深汕高速公路。
- 达南路 在区华侨医院前连接磊广大道，往南过濠江大桥经马滘、凤岗一直到南山海边。
- 河中路 在马滘连接达南路，往西中段接安海路，在河浦连接河浦大道。

### 汽车客运站
- 达濠汽车客运站为省“十一五”综合交通发展规划项目，属二级公路客运站。选址位于磊广路和濠江大桥北引道交际处，计划投资4800万元。总占地面积为3万多平方米，总建筑面积为6280平方米，设计发送能力为9064人/日。预计于2012年7月建成投入使用。[21][22]目前运营中的汽车客运站位于海旁路西的西园。

### 桥梁
- 海湾大桥 位于汕头港出海口，自澳头跨妈屿岛与龙湖区相连，深汕高路公路从此过。
- 礐石大桥 位于汕头港西部，在礐石接324国道，横跨汕头港。
- 濠江大桥 在达濠城区跨过濠江，接马滘。
- 磊口桥 在濠江北端磊口，324国道从此过。
- 深汕高速公路濠江大桥 深汕高速公路在葛园跨过濠江。
- 疏港大道濠江大桥（在建）在河渡跨过濠江出海口至南山。
- 安海路濠江大桥（规划） 安海路向北延伸跨过濠江至葛园。

### 公交线路
经过濠江区的公交线路有：8路 11路 16路 33路 34路 35路 36路 37路 56路。

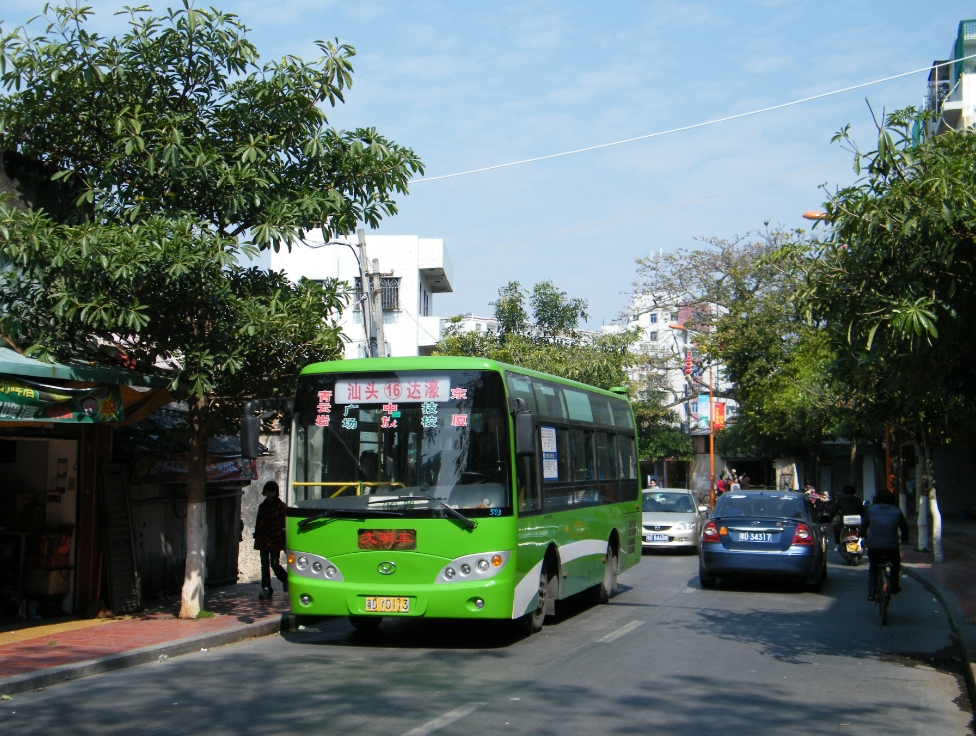
经过红桥路的16路公车

具体如下表：
| 经过濠江区的公交线路 | 经过濠江区的公交线路 | 经过濠江区的公交线路 | 经过濠江区的公交线路  | 经过濠江区的公交线路 |
| 线路号               | 服务时间             | 票价                 | 起止站                | 途经站点 |
| -------------------- | -------------------- | -------------------- | --------------------- | --- |
| 8                    | 6:00-18:00           | 全程5元              | 火车站 ↔ 西园头       | 火车站 - 三和休闲中心 - 澳头 - 澳头村 - 华能电厂 - 汕头迎宾花园 - 北山湾泳场 - 汕头职业技术学院 - 东湖村 - 东湖游乐场 - 广达路 - 北大附中 - 埭头 - 青洲 - 青云岩 - 红桥路 - 南天大酒店 - 区政府 - 海旁路 - 海旁路中 - 西园头 (21站) |
| 11                   | 6:30-19:00           | 2元                  | 火车站 ↔ 礐石风景区   | 火车站 - 经纬广场 - 珠江路中 - 珠江路西 - 绿茵庄西 - 紫云庄 - 龙湖村北 - 瑞诚商场 - 长江路西 - 龙湖宾路 - 中友商场 - 金山宾馆 - 国际大酒店 - 金砂公园 - 金砂西路 - 汽车总站 - 潮汕路客运站 - 金平区政府 - 光华路东 - 光华路中 - 光华路西 - 乌桥头 - 福平路 - 金凤坛 - 外马路西 - 镇邦路口(西堤) - 上人家 - 蜈田村 - 汽车渡口 - 第三人民医院 - 礐石风景区 - 轮渡码头 (32站)                               |
| 16                   | 6:30-19:00           | 全程5元 过桥后2元    | 东厦站 ↔ 青云岩风景区 | 东厦超声厂 - 金平区人民医院 - 汕头日报社 - 技工学校 - 金砂公园 - 体育学校 - 华侨大厦 - 春梅里 - 花园里 - 新兴路北 - 人民广场 - 工人文化宫 - 利安路 - 市二医院 - 外马路西 - 永平路 - 海平路 - 礐石岭顶 - 磊广路口 - 磊口 - 松山发电厂 - 三联 - 金中南校 - 茂洲 - 西墩路口 - 达濠华侨医院 - 濠江花园 - 海旁路中 - 西园头 - 沿江路 - 水产码头 - 田心宫 - 红桥路 - 达濠华侨中学 - 青云岩风景区 (35站)        |
| 33                   | 6:30-19:00           | 分段计费             | 中信渡假村 ↔ 东厦路   | 中信渡假村 - 安海路 - 河中路 - 河浦大道 - 324国道 - 礐石大桥 - 西堤路 - 南海横路 - 跃进路 - 海滨路 - 大华路 - 外马路 - 汕樟路 - 金砂路 - 东厦路 (15站) |
| 34                   | 6:30-18:00           | 分段计费             | 324国道 ↔ 安海路      | 324国道 - 磊广路 - 府前路 - 商业街 - 南凤路 - 海旁路 - 沿江路 - 濠江大桥 - 河中路 - 河浦大道 - 安海路 (11站) |
| 35                   | 6:30-19:00           | 全程5元 分段计费     | 东厦路 ↔ 广澳港       | 东厦路 - 海滨路 - 利安路 - 外马路 - 至平路 - 西堤路 - 礐石大桥 - 磊广路 - 沿江路 - 南凤路 - 广达大道 - 广澳深水港 (12站) |
| 36                   | 6:30-19:00           | 全程5元 分段计费     | 里前 ↔ 杏花村         | 里前 - 安海路 - 濠江大桥 - 磊广路 - 礐石大桥 - 西堤路 - 至平路 - 外马路 - 汕樟路 - 金砂西路 - 杏花路 (11站) |
| 37                   | 6:30-18:00           | 分段计费             | 教育学院 ↔ 市委党校   | 教育学院 - 东厦客运站 - 国际大酒店 - 金砂公园 - 汕头中旅 - 中心医院 - 东征纪念馆 - 人民广场 - 工人文化宫 - 利安路 - 新华 - 市二医院 - 外马路西 - 镇邦路口 - 西堤（西堤路中） - 上人家 - 蜈田村 - 汽车渡口 - 市三医院 - 礐石风景区 - 西湖站 - 白花尖 - 汕头市跳水馆 - 澳头村 - 华能汕头电厂 - 汕头迎宾花园 - 北山湾泳场 - 广东高级技工学校 - 汕头职业技术学院 - 东湖村 - 南湖村 - 市委党校（东湖） (32站) |

### 轮渡

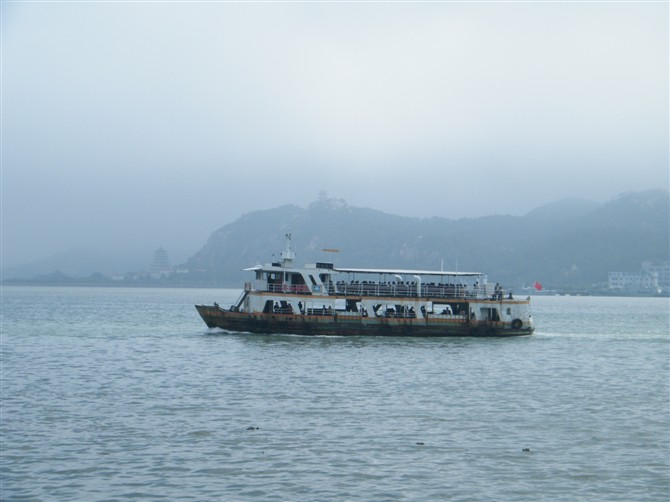
礐石轮渡 2010.2.10

- 广场―― 礐石航线 开航时间：6：30 收航时间：22：40 ，其中6：30--20：00 每隔15分钟对开1班；22：00--22：40每隔20分钟对开1班。
- 西堤――礐石航线 开航时间：6：30 ，收航时间：19：45 。每隔15分钟对开1班。
- 西堤――蜈田航线 开航时间：5：40 ，收航时间：20：30 。每隔15分钟对开1班。

### 海港
广澳港作为粤东地区不可多得的天然深水良港，是汕头港未来发展的关键所在，汕头港将逐步置换转移至广澳港区。一期工程3、4号泊位建设进展顺利，二期工程（2个10万吨级集装箱）码头程前期工作稳步推进，已完成广澳港区二期工程项目环境影响评估。
广澳港目前已开通至中东、日韩、东南亚、地中海、西非、南美等６条国际航线，世界十大航运公司有４家落户广澳港区。

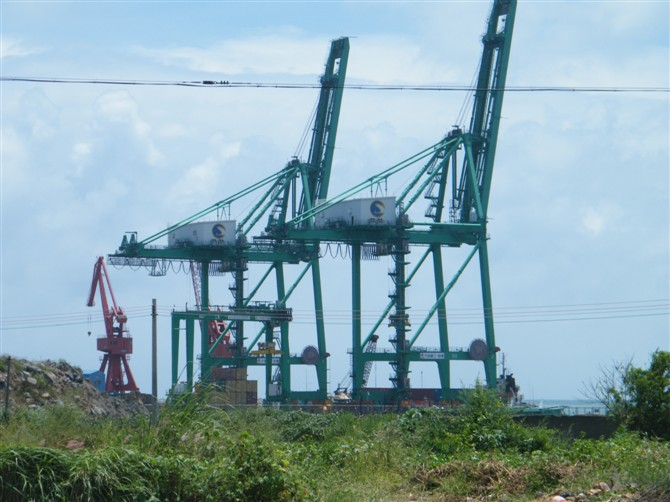
广澳港 2009.8.4

### 过海隧道
苏埃隧道（规划）
根据《汕头市城市总体规划》和《汕头市城市交通规划》，苏埃隧道项目路线全长约6.8km，按一级结构安全等级设计。全线设置互通式立交2处，南岸设置收费站及管理处1处。采用盾构法建设方案，隧道长约5.01km，建设期4年。项目线路起点于北岸天山南路与金砂路交叉口处，沿天山南路南行至长平路交叉口北侧进入隧道，下穿长平路、中山东路，从国际集装箱码头西南侧边缘入海，穿越苏埃湾海域，在南岸穿越南滨路从跳水馆西侧或南滨路南侧出隧道，沿礐石风景区和南滨规划片区之间的预留空地穿行，终于虎头山北侧接上规划中的安海路、南滨南路。

### 轨道交通
- 广澳港疏港铁路（规划）
- 城市轻轨 作为规划中的汕头市城市轻轨交通的一部分，在茂洲濠江新城设一站点，通过苏埃隧道与北区交通联接。

## 经济

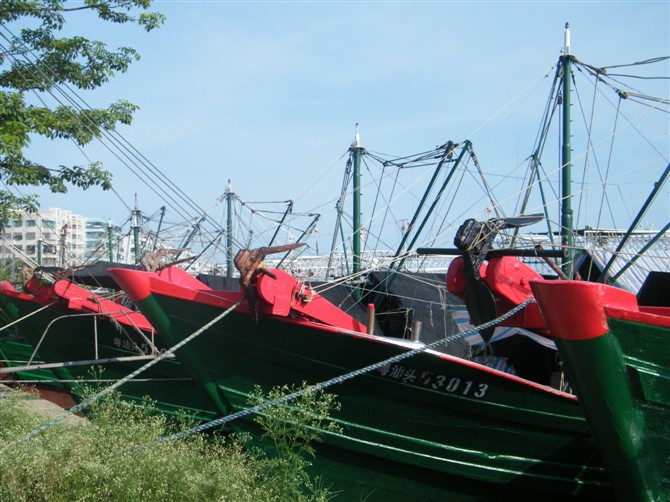
达濠渔港 沿江路的渔船 2009.8.4

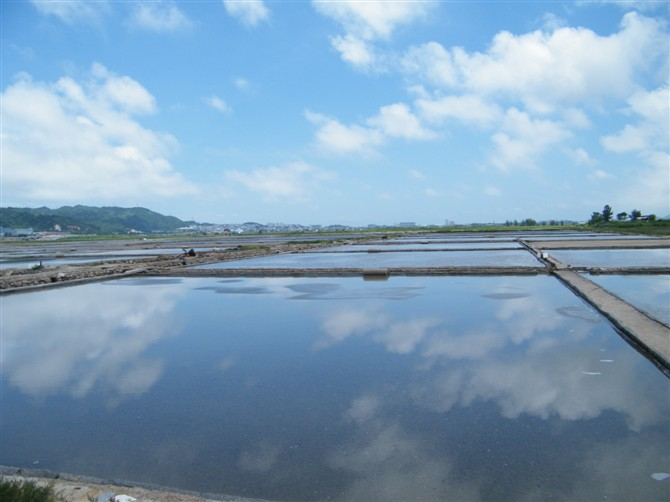
下尾附近的盐埕 2009.7.30

经济以工业、建筑业、"三高"农渔业为支柱。2005年GDP为24.84亿元，2009年GDP增长为57.48亿元，增长势头良好。濠江区区位优势明显，拥有天然深水良港广澳港，充裕的土地资源，优美的自然风光，基础设施日趋完善，已成为一方投资热土。

### 第一产业

#### 渔业
海洋渔业历来是濠江区传统支柱产业，有“耕三渔七”之说。达濠渔港、广澳渔港分别为省一级、二级渔港。
达濠国家一级渔港建设项目于2008年12月5日经国家农业部正式批准立项建设，预计2011年前完成建设。
2010年水产品产值占农业总产值比重将达到70%。
无公害水产品养殖业已成规模，建成有对虾养殖业标准化示范区，并有万亩连片江蓠养殖示范基地。

#### 盐业
海水制盐为濠江传统产业。宋代招收场为潮州三大盐场之一。年产海盐一万八千石。元代招收场下辖大柵、洋背柵、雞岡柵、青嵐柵，上浦柵五盐栅，设招收管勾司于大栅，管理盐业生产和盐务。明代设盐课司，设大使一人，攢典一人，总催七人，盐课凡七千七十引有奇。渐改“煮海为盐”为晒盐法。清初，移招收场署于达濠。清代盐业生产比明代有所扩大。招收场雍正六年（1728年）奉文分辖河东、河西二场，雍正十二年（1734年）建河西栅委员署于马滘。时潮州盐场有七，分别为：东界场、海山场、河东场、河西场、惠来场、小江场和隆井场。河东场包括青盐、埭头、葛园三厂，盐田八百二十墛，分布于濠江东岸，每年额收盐八万三千七百九十三包。河西场包括马滘、北口、南山三厂，盐田一千一百一十四墛，分布于濠江西岸，每年额收盐九万三千七百八十五包。
1958年在青洲至河渡间围海建青洲盐场，从1958年动工至1986年28年间，共生产原盐286508吨，为广东省新建盐场中的一个典型稳产、高产、优质的盐场。现今制盐业对GDP贡献比重较小，诸盐场将逐步转换为工业及其配套用地。制盐业或成为历史。

### 第二产业

#### 概况

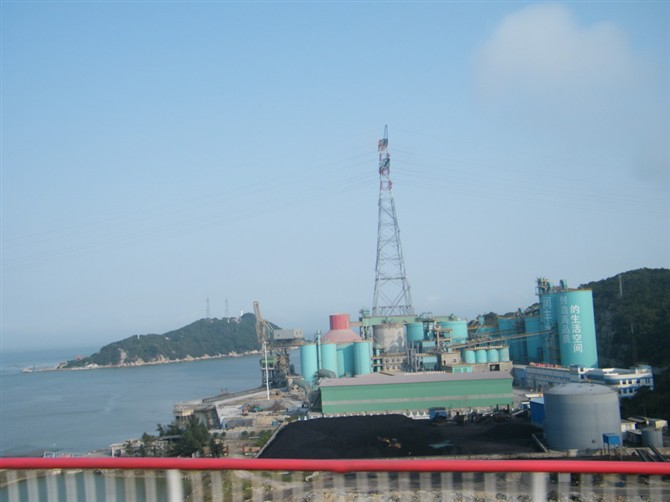
澳头 华润水泥 2010.2.27

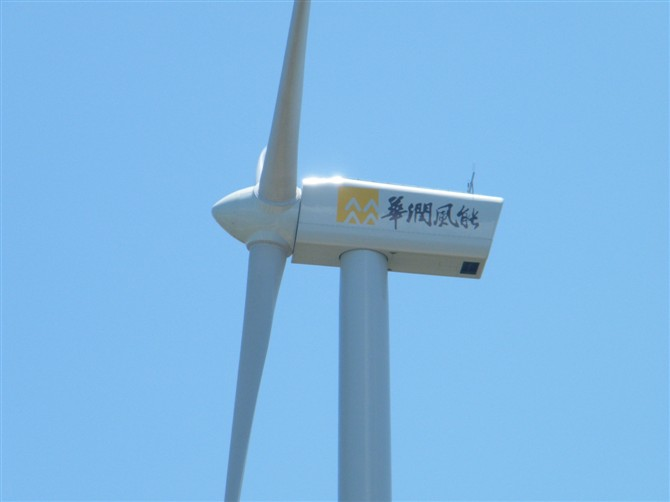
广澳 华润风能 2009.6.11

濠江区外向型经济特点突出。2005年有民营工商企业近2000家，其中工业企业近400家。民生集团有限公司是全省首家"五自"企业。
2005年，三次产业比例为17：66.2：16.8。工业成为全区主导产业，已初步形成以汽车配件、生物制药、电子机械、塑料工艺、食品饮料、感光材料、精细化工等为主体的产业集群。
濠江区拥有较充裕的土地资源，可连片开发的工业建设用地达3万亩，其中面积最大的园区达8000亩，是汕头市唯一可提供连片开发工业用地的中心城区。已规划南山湾工业区、大三联工业区、河浦产业转移园区、青篮工业区和广澳临港工业区等五大工业园区。其中，南山湾产业园基础设施总投资约10亿元。园区以电子信息、装备制造为主导产业，是粤台经贸合作试验区的重要载体。
2006年起始的区“十一五”重点工业项目有：汕头市工业经济带(台商投资区)、汕头南区化工区炼油乙烯一体化项目、年加工原油1000万吨、年产90万吨乙烯、80万吨芳烃联合装置、年产18万吨涤纶聚酯项目。区级重点工业项目主要有华天富感光材料、粤华不锈钢、永佳二甲醚、嘉利好食品、高辉线路板、锅炉工业以及大明厂房开发等，估算总投资120.84亿元。
2009年金明塑胶、华泰钢构已正式投产，华润水泥、华润风能、宜华木业、万安纸业、英联易拉罐等一批项目进入全面建设阶段。预计这批项目投产后，将实现100亿元以上的年产值。中石化塑化物流项目落户广澳物流园区，与其产业链相配套项目也已正式落户。2009年濠江区已和中国印制电路行业协会(简称CPCA)达成合作意向，将中国(汕头濠江)电子电路工业基地定位为全国三大印制电路板生产基地之一。主要承接台湾和珠三角地区的电子印刷電路板生产项目转移。藉以打造中国乃至世界一流电子电路工业基地。

#### 工业园区
- 汕头保税区
- 广澳临港工业区
- 南山湾工业区
- 三联工业区
- 过溪洋工业区

#### 工业基建
- 华能汕头电厂 位于澳头，为汕头市主干电厂。

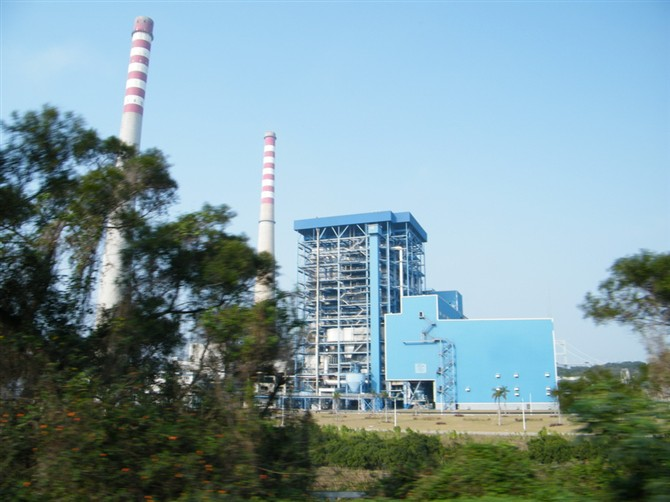
澳头 华能汕头电厂

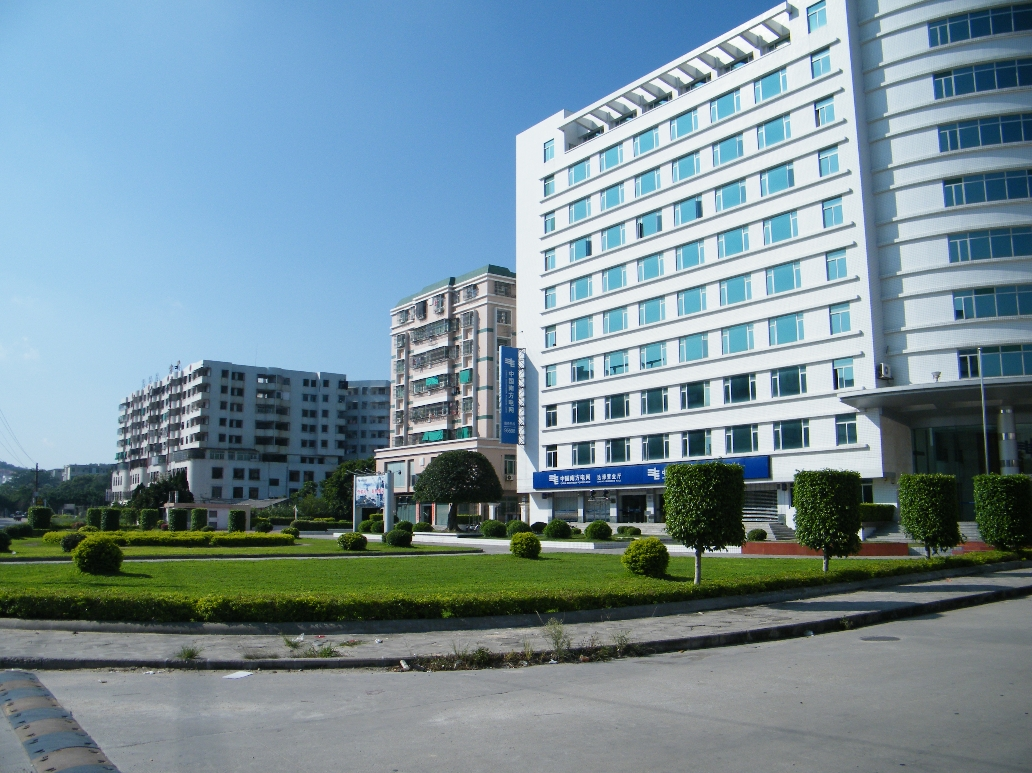
南方电网达濠营业厅大楼

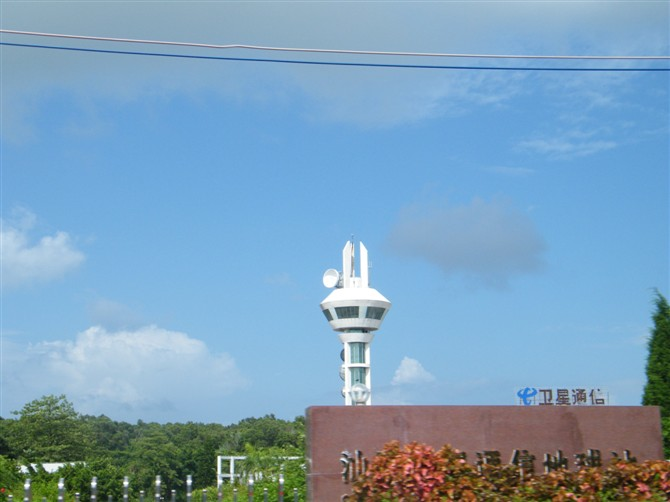
汕头卫星通信地球站

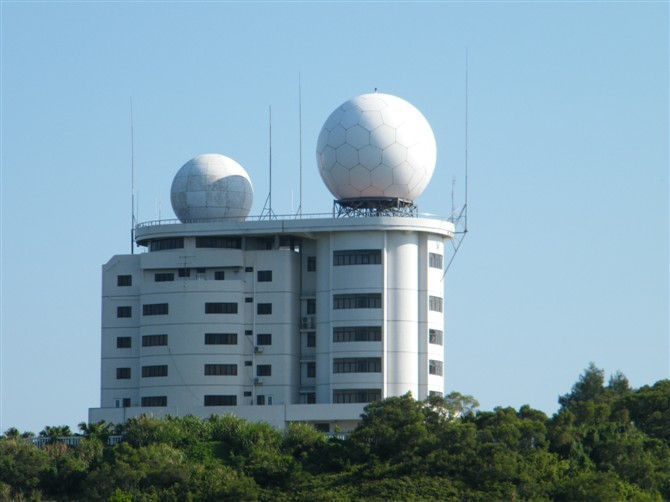
气象台

- 松山火力发电厂 位于松山村附近，主要向三联工业区周边企业供电供热。
- 广澳风电厂

位于广澳响螺礁至大山山脊一带的山地区域。初步建设规模为20MW，设备采用国内生产制造单机容量2000KW的风力发电机组（共10台），总投资为22718万元。
- 变电站[40]

2004年10月，珠浦220KV变电站建成发电。另有110KV变电站四座：达濠110KV变电站（装机容量：31.5+40MVA）、河浦110KV变电站（装机容量：2×50MVA）、保税区110KV变电站（装机容量：2×50MVA）、礐石110KV变电站。另规划建设河浦220KV变电站、马滘220KV变电站和茂洲110KV变电站。
- 中国南方电网达濠营业厅

- 污水处理[41]

南滨污水处理厂位于华能汕头电厂的灰池内，规划规模6万吨/日，占地7.5公顷，负责南滨葛洲片区的污水处理。
达濠污水处理厂位于广澳港北侧，规划规模25万吨/日，占地23公顷，负责达濠片除南滨葛洲片区的大部分地区的污水处理。
河浦污水处理厂位于河浦下衙，规划规模15万吨/日，占地12公顷，负责河浦片污水处理。
- 汕头国际海缆登陆站[42][43]

位于汕头市濠江区企望湾，濒临南海。于1997年9月8日开始兴建，并于2001年12月建成运行。目前已有亚欧国际海底光缆和中美国际海底光缆和亚太二号国际海底光缆共3条海缆在此登陆并开通运营。
- 汕头卫星通信地球站

位于汕头市濠江区东湖,是广东省第二个国内卫星通信地球站，于1995年建成投产。担负着粤东地区与西北、西南、东北地区的通信传输职责。
- 汕头气象雷达站

位于达濠大瞭望山山顶，俗称气象台。2005年，安装新一代多普勒天气雷达，可以24小时不间断地探测400公里范围内的灾害性天气的发生、发展和消亡的整个过程，测风精度可达每秒1米。

#### 建筑业
建筑业为濠江区传统优势产业，业务开拓以外向型为主。2009年，全区共有15家总承包资质施工企业，其中，一级企业2家，二级企业5家，三级企业8家。15家施工企业共设立48个驻外分公司或工程处，500多支施工队伍。其中较为出名的有广东联泰集团和汕头市达濠建筑总公司。

### 第三产业
濠江区推进濠江新城建设，濠江三面环海，风光旖旎，旅游资源集中、生态环境质量优越。有国家4A级风景名胜区“礐石风景区”和“中信度假村”。青云岩素有“海国风光第一山”的美称。此外还有未开发的湿地、峡湾、海滩，景色迷人。
规划建设市级重点项目汕头市(南滨)会展中心，投资10亿元。
依托广澳港，物流业也有很大的发展潜力。

#### 旅游

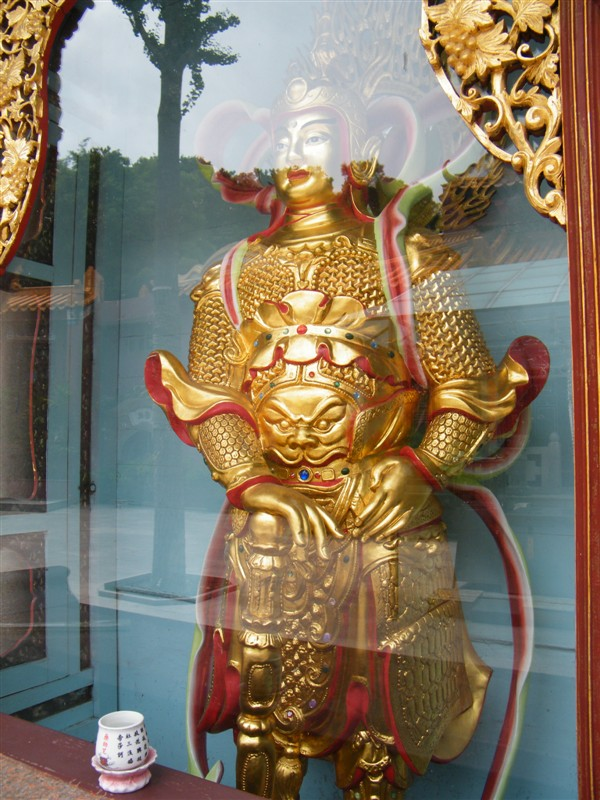
青云岩韦驮像

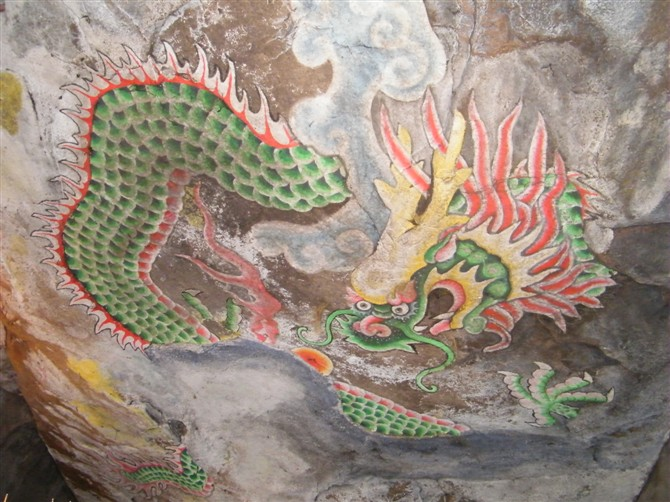
青云岩 苍龙

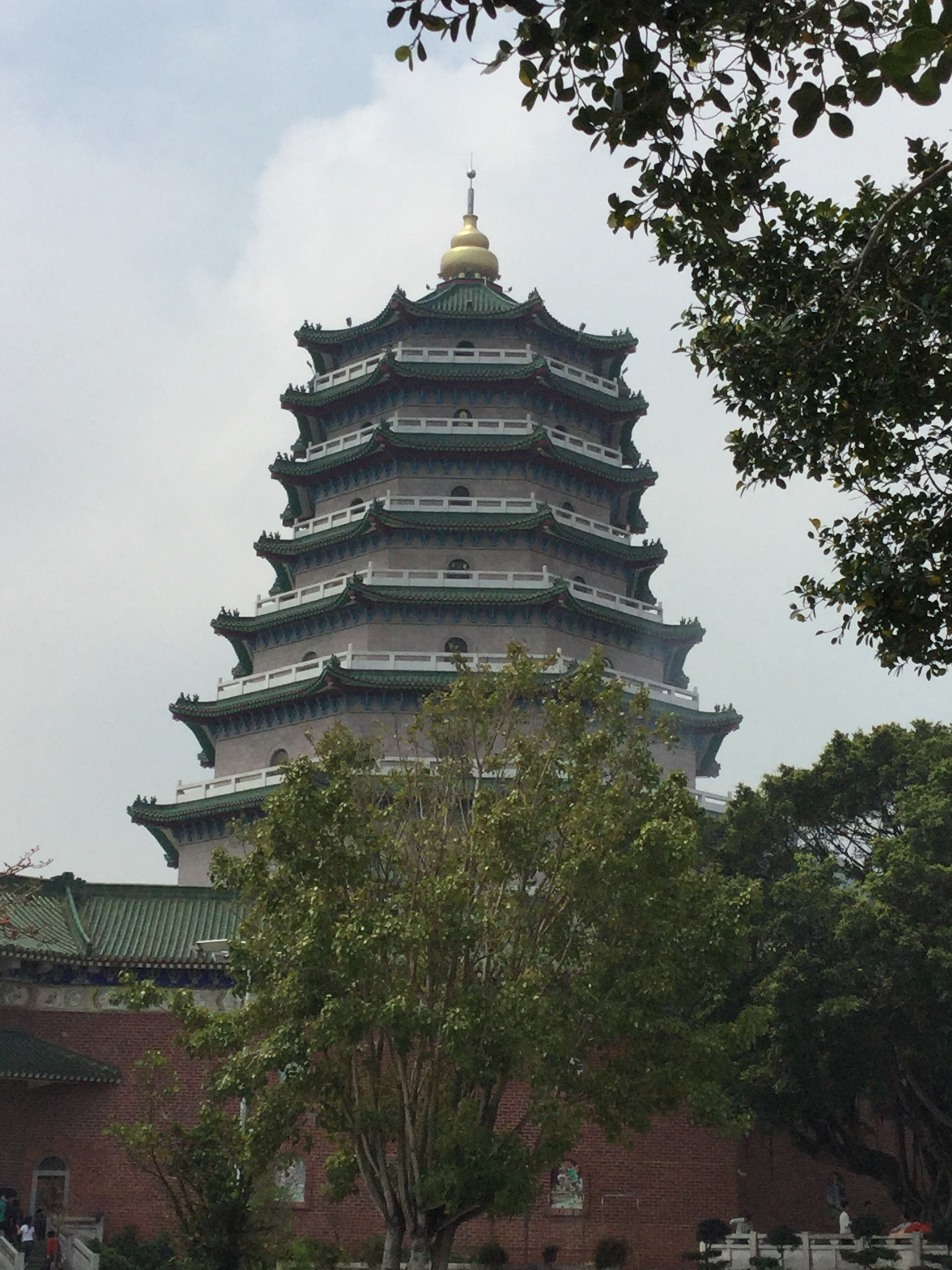
九天玄女宝塔

- 礐石风景区
- 青云岩风景区
- 达濠古城
- 巡司埠
- 达濠、赤港、青篮传统民居
- 巨峰寺风景区
- 中信海滨渡假村
- 中信高尔夫球俱乐部
- 北山湾
- 南山湾
- 东湖岭小望山
- 叠石山
- 掠鸟尾山
- 表角灯塔
- 天坛花园

#### 酒店住宿
- 中信度假村酒店—— 四星级
- 丽日度假酒店 —— 位于东湖北山湾附近
- 迎宾花园酒店 ——与丽日度假酒店毗邻
- 南天大酒店 —— 位于府前路，区教育局附近
- 濠江宾馆 —— 位于海旁路

#### 餐饮
- 新晶合酒楼 —— 位于海旁路濠江花园
- 集香食府 —— 位于商业街民生小学附近
- 雨林轩 —— 位于商业街中段
- 新岳餐馆 —— 位于商业街东段
- 达濠蒂蒂香鱼丸店 —— 位于海旁路中段

## 城市建设

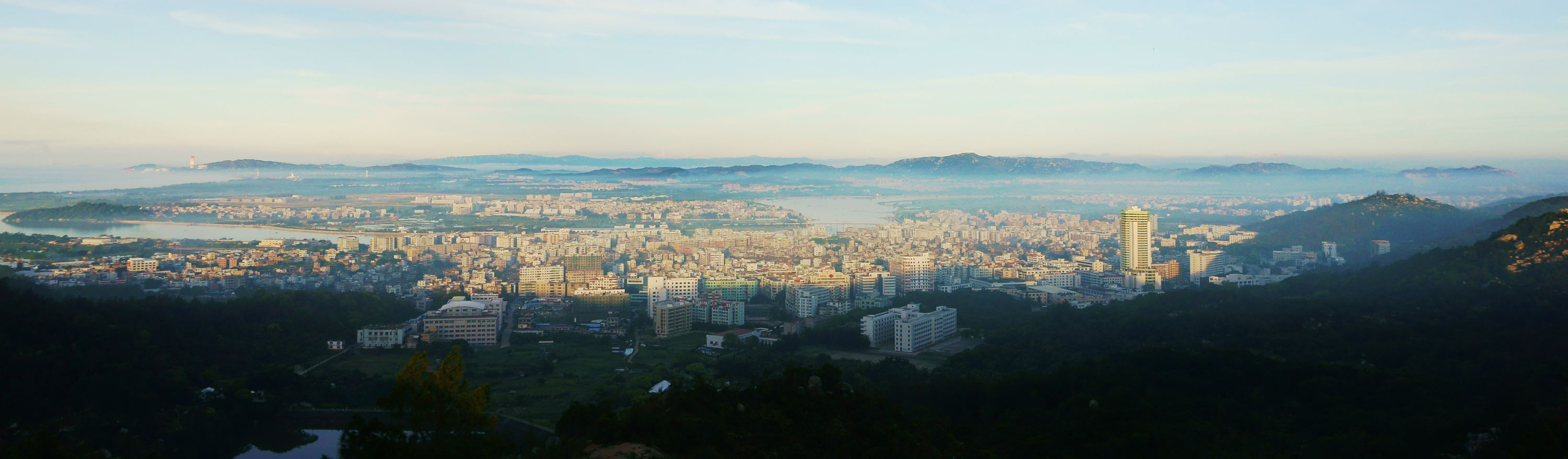
达濠小望山望濠城 2013年

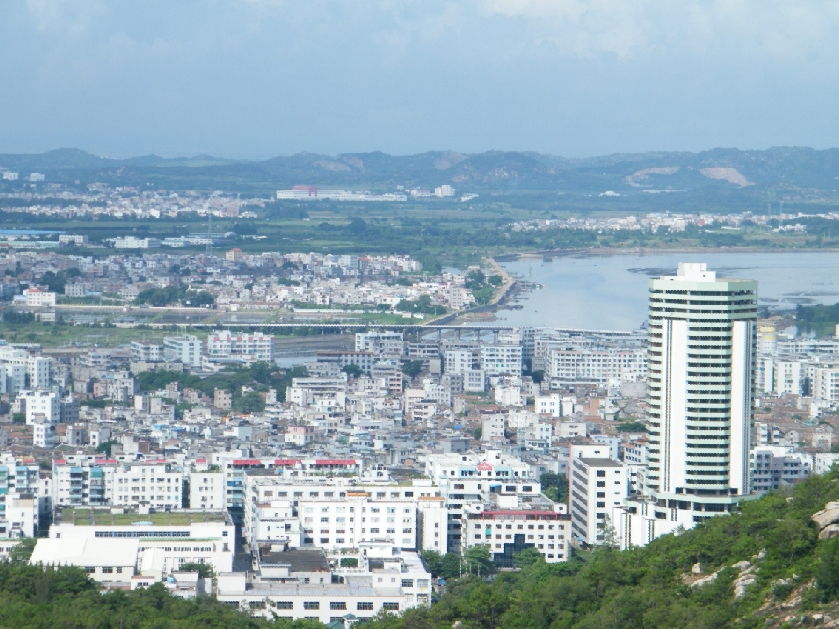
濠城 2009年

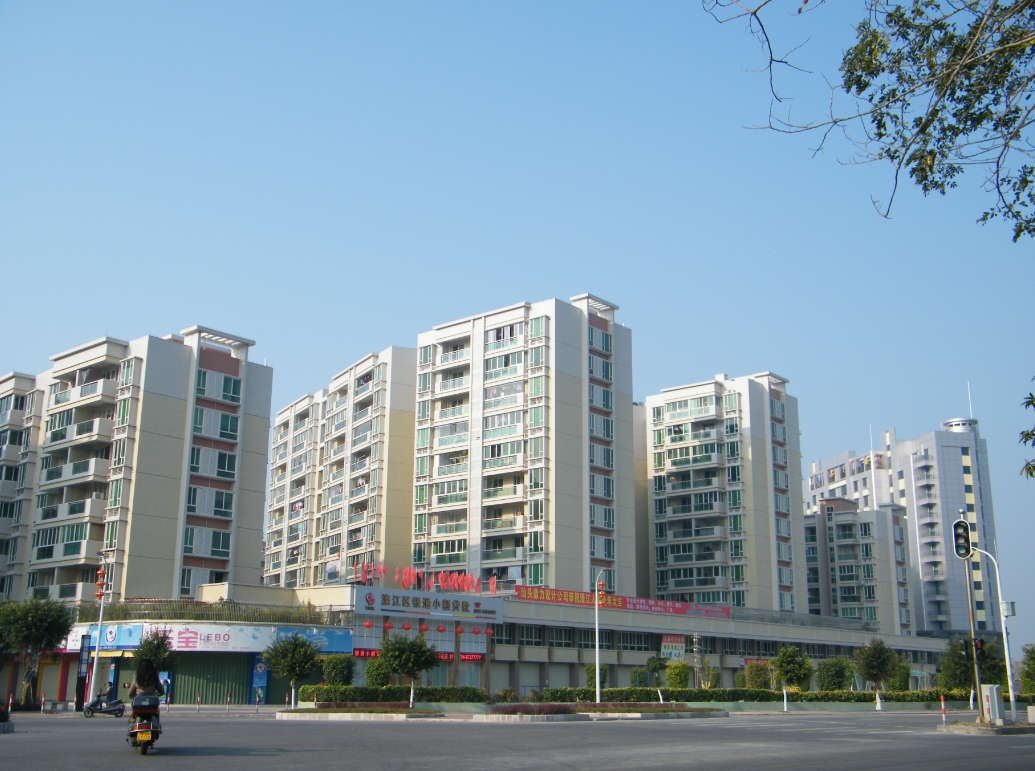
濠江花园

### 濠城
- 达濠三寨

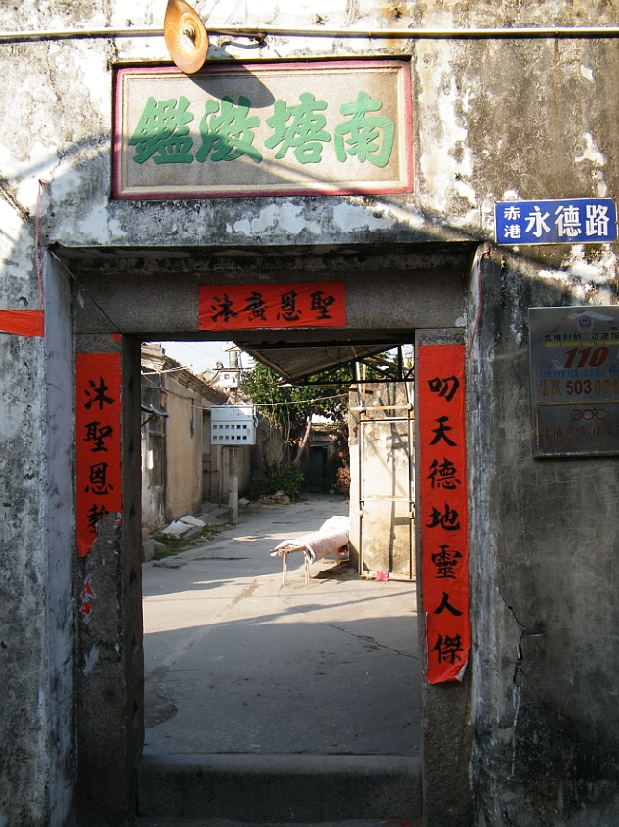
赤港寨南门 南塘澂鑑
清嘉庆已巳年（1809年）重建

达濠最初由达埠、赤港、青篮三乡发展而来。达埠位于西面、赤港居中、青篮位于东面。明代为抵御倭患，各自筑有寨，称达濠三寨。
- 建达濠城

清康熙五十六年（1717年），在达埠南面临濠江的地方建达濠城。这一带为当时商业市集的中心。
- 三乡一镇

市镇。永濠街、永德路、新兴街、通兴街，厂前街。
- 濠城初现

原先竹排坑、赤港坑分别为达埠、赤港、青篮之间的自然分界。后来水道淤塞，便改筑为路面，是为现在的西田路和红桥路。
在永濠街的南面修筑海旁路、沿江路两条平行的街，成为新的商业中心。
之后，又在达埠、赤港北面铺设商业街。至此，濠城初具规模。商业街、红桥路、海旁路、沿江路、西田路等构成了濠城主要的道路系统。并且逐渐向北边丘陵拓展空间，沿着磊广大道形成一批楼房建筑。
- 濠江花园

2005年，在濠城西面，海旁路、达南路与磊广大道相接处建成濠城高档住宅小区----濠江花园。2009年濠江花园二期建成对外发售。濠城有向西面拓展的趋势。
- 濠江新城

按照《濠江区分区规划》和《汕头市总体规划》，在2020年之前，将在濠城西1.5公里的茂洲建成面积相当于现在濠城两倍的濠江新城，届时新旧城将联成一体。

### 濠城街巷
达濠城区主要道路有：海旁路、沿江路、红桥路、商业街、西田路、永濠街、永德路、新兴街、苏州街等。
下表所列为主要街巷名，并未囊括所有街巷。
| 濠城街巷 | 濠城街巷 |
| 方位     | 道路街巷名 |
| -------- | --- |
| 原市镇   | 永兴街、永宁街、永顺街、太和街、太安街、古竹街、厂前街、海旁内街、康和街、和美街、通兴街、西濠街、福里巷、福隆巷等。 |
| 达埠     | 埠主巷、古巷口巷、当铺巷、乌暗池巷、道助巷、红字祠巷、石门斗巷、柘榴巷、邓厝巷、北安巷、 马厝巷、霜降巷、洪厝巷、邱厝巷、西安巷、石厝巷、张厝巷、八房巷、破较巷、李厝巷、 上木坑巷、下木坑巷、安平巷、安康巷、安乐巷、德园巷、晚仔田巷、狮山巷、达西路等。 |
| 赤港     | 花路、西南路、安埕巷、东峰巷、大道巷、北恒巷、北德巷、北钓巷、北瑞巷、北安巷、北圣巷、北石巷、 石狮巷、南雄巷、西德巷、西成巷、西宁巷、西恒巷、西荣巷、西亭巷、 马厝围巷、较地巷、虎咬坟巷、布袋巷、布安巷、布祥巷、福祥巷等。 |
| 青篮     | 报公路、青云路、南京路、通崎路、崎田路、光中路、胜篮路、通东路、东升巷、南光路、通南路、南凤路、 青窗巷、毓邻巷、光邻巷、安邻巷、友邻巷、睦邻巷、德邻巷、和邻巷、道邻巷、 吉和巷、永和巷、仁和巷、光和巷、安和巷、太和巷、和平巷、通兰巷、宫园巷、 竹园巷、瞻前巷、三奇巷、仁安巷、永安巷、徐厝巷、南洲巷、宫仔巷、 南桂巷、豪合巷、吴厝巷、东珠巷、南井巷、种德里巷等。 |

## 教育

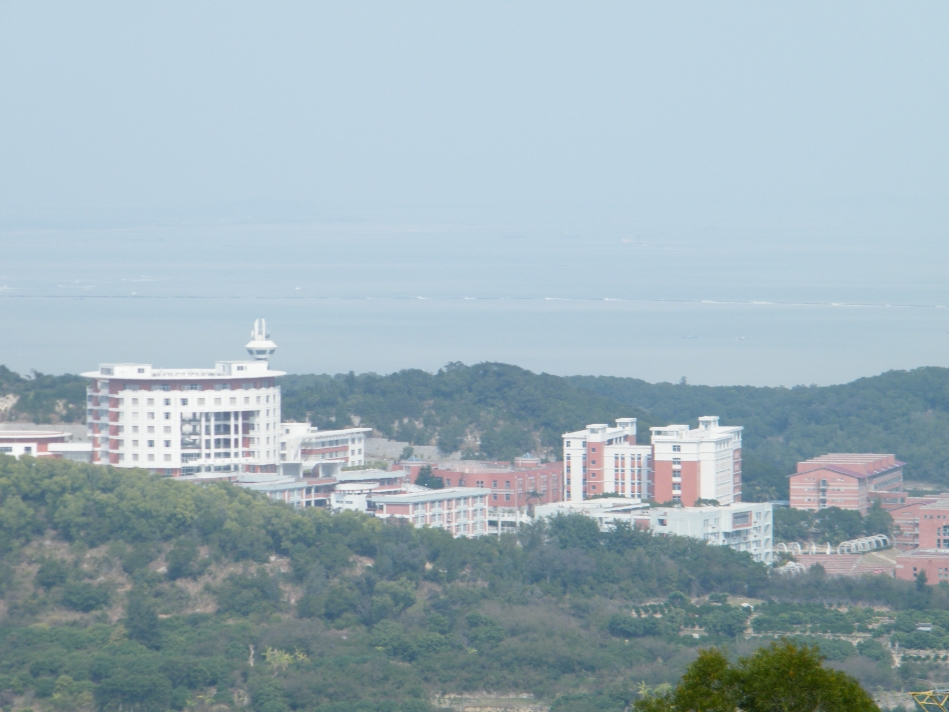
东湖岭山道望汕头职业技术学院

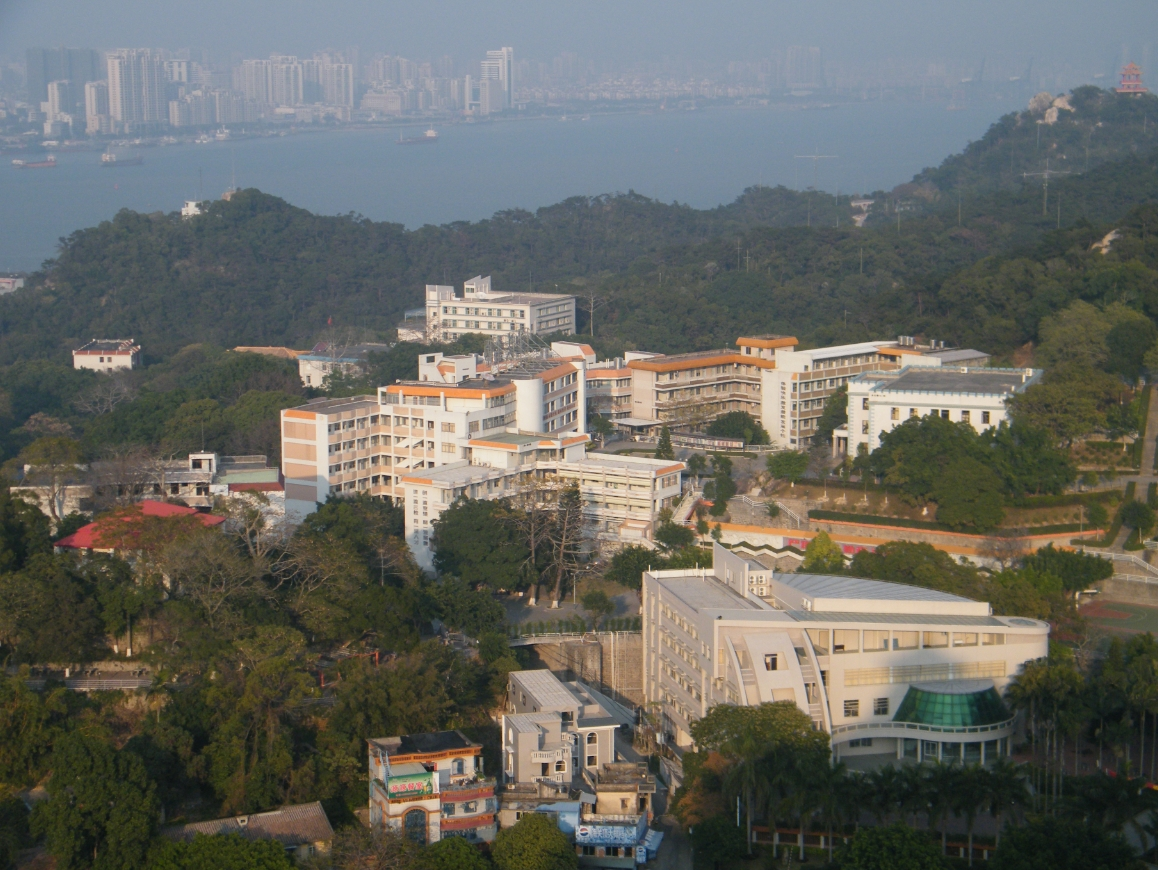
飘然亭上望金山中学

### 高等教育
- 汕头职业技术学院[51]

### 中学
- 汕头市金山中学
- 汕头市金中南校
- 汕头市达濠华侨中学
- 汕头市达濠中学 前身为创建于清乾隆二十八年（1763）的河东书院。
- 汕头市河浦中学
- 汕头市广澳中学
- 汕头市礐石中学
- 汕头市达濠第二中学 位于礐石街道
- 汕头市达濠第三中学 位于马滘街道
- 汕头市玉新中学
- 汕头市滨海中学
- 汕头市三河中学

### 小学
- 民生学校 前身为达濠小学。1994年新建校舍，并改是名。位于商业街与西田路相交处，是濠江区硬件设施最好的小学。
- 镇一小学 亦名中心小学，2006年建新校区于沿江路西溪仔尾，2009年与镇二小学合并，新校区改作达濠华侨中学初中部分校区。
- 濠滨小学 原达濠镇二小学，位于永德路。
- 赤港小学 位于濠江区北石东路2号10栋701。
- 青篮小学 位于报公路35号。

|  |  |  |

### 职业教育
- 广东省粤东高级技工学校  位于东湖，汕头职业技术学院北侧。
- 汕头市卫生学校   位于礐石，紧邻汕头市第三人民医院。
- 礐光中专   位于礐石东部，白花尖大庙南侧，临南滨路。
- 濠江职业技术教育中心   位于马滘海星，设礐光和海星两个校区。[52][53]

## 人文

### 传统节日

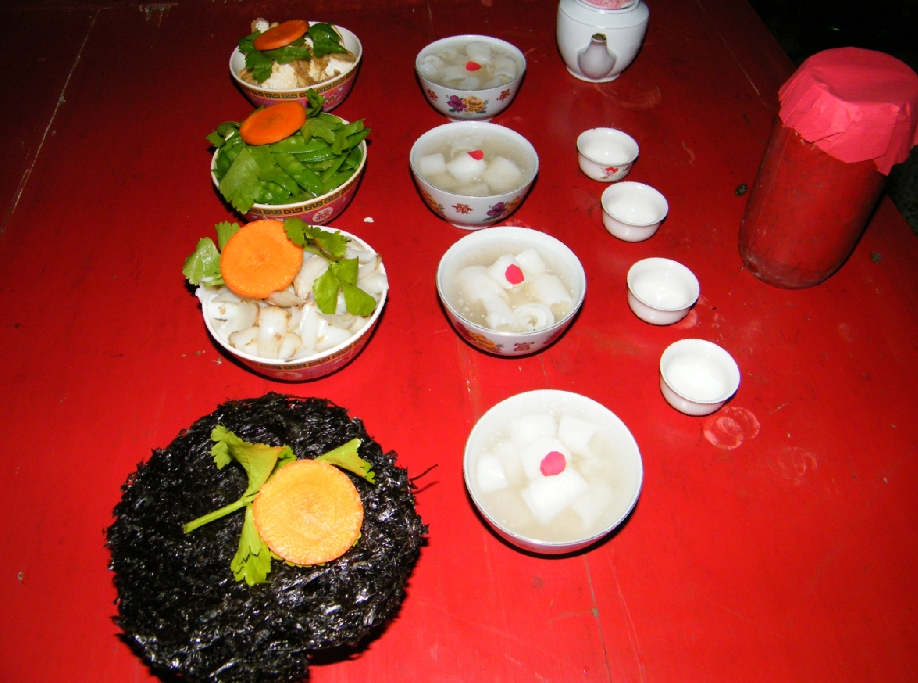
天公生桌上供品

| 节日   | 农历                  | 习俗活动 |
| ------ | --------------------- | --- |
| 祭灶   | 腊月二十三 或二十四日 | 俗称“老爷上天”，晚上于大厅立红漆八仙桌供以祭品，盛一桶水，以送灶君（老爷）上天。临近过年，每家每户大扫除。                                         |
| 除夕   | 大年三十              | 一家人团圆吃年夜饭，打边炉。 |
| 春节   | 正月初一 及接下来一周 | 祭拜祖先、长辈给晚辈压岁钱，贴春联、串门走亲戚，会友必饮茶。                                                                                       |
| 人日   | 正月初七              | 食七样羹。 |
| 天公生 | 正月初九              | 晚上祭拜天公。 |
| 元宵   | 正月十五              | 俗语曰：“十五夜，营古灯”。猜灯谜。 |
| 清明   | 二十四节气之一        | 俗称“上坟”，清明前后几天里，人们上山扫坟，压冥纸、给墓碑描红、食鸟饼，追远慎终。                                                                   |
| 端午   | 五月初五              | 端午又称五月节，食粽子或枝粽，观看扒龙舟。 |
| 五谷母 | 六月十五              | 中午做“香饭”，放一大椅条于饭桌前，备好的菜食供于饭桌，竹筒盛米，蒙以红纸，插香于竹筒。                                                             |
| 中元节 | 七月十五              | 中元节，又称盂兰会，潮俗谓“施孤”。附近居民集合于一处舉行盂蘭勝會，携瓜果食物以祭游魂亡灵。长者命童稚沿路插香，各家商铺也于店前焚香，场面可谓颇盛。 |
| 中秋   | 八月十五              | 中秋月圆人团圆，食月饼、柚子，赏月。 |
| 重阳   | 九月初九              | 登高。昔时有放风筝之俗。 |
| 冬至   | 二十四节气之一        | 冬至潮俗谓“冬节”，食汤圆或糯米做的“大丸”。 |

### 民俗
- 迎老爷

达埠正月初一巡游
|  |  |  |

- 农历二月初六马滘迎老爷
- 农历一月十七凤岗妈生
- 正月初七人日食七样羹。
- 喜饮“工夫茶”

### 方言
方言为闽方言闽南次方言分支的潮州话。濠江区的口音为潮阳口音。此外，普通话也普遍使用。

### 特产
| - 达濠鱼丸 - 达濠米润 - 珠浦酥糖 - 河浦赤沙蚶 | - 马滘薄壳 - 葛洲朴子 - 东湖西瓜 - 蚝烙 | - 巡司埠牛肉丸 - 墨斗丸 - 饭仔糕 - 墨斗卵粿 |  |

### 潮乐
濠江区内民间音乐自明朝时便已相当兴盛，清朝中期，乐社有30多个，大锣鼓20多班，盛极一时。
2006年濠江潮乐团，凭借潮州大锣鼓《六国封相》夺得中国民间文艺最高奖——“山花奖”。
2007年8月份，由濠江区内10个民间音乐社团整合成立濠江区潮乐团，并于2007年9月举办“濠江春”潮州音乐演奏会。著名潮乐乐师有：郑森耀、吴顺喜（鼓师）、吴顺意、徐正烈、蔡秋标等。

### 书法
| - 李彧 | - 李永芝 | - 吴著明 | - 陈廷文 |

2003年1月28日，汕头市迎春群众美术书法巡回展在达濠古城揭幕展出。

2004年，举办黄舜生、吴继儒、李照维、洪波、吴著明、吴著彬、蔡起炎、陈伦杰、林永年、杨秀荣“濠江十人书法艺术展”。

2007年，陈坤镇、蔡起炎先生被广东省书法家协会吸收为会员。

2007年9月28日，濠江区书法美术摄影作品展在汕头市图书馆开幕展出。

2008年，濠江区成为广东省首个“楹联之乡”。

2010年9月29日，濠江区书法协会、美术协会成立，并举行会员作品展。

### 灯谜
达濠谜事源远流长，可上溯至清顺治年间。每逢春节、元宵、中秋诸节日，开台竞智，是节日助兴的传统节目。
谜坛前有邱旭如、陈梓森、陈众修、陈祥瑞、林仲鸿、朱重豪、杨勤德、陈雄俊、林伟桐、杨怀道诸位前辈。今日则有林永年、林典威、陈成发、陈弼荣、李照维、杨基平、郑悦儿、李嘉铭、纪相奎、林振武、杨秀容、蔡诗通、林世文、李来源、李楚廷等高手。
2002年元宵节，濠江区举办“月明濠江”灯谜大联猜，新加坡、香港等地谜友亦组团前来参加。
2010年，杨基平《达濠灯谜》一书出版。

### 文体场所
| 名录         | 简介 |
| ------------ | --- |
| 汕头跳水馆   | 位于南滨路西段。 |
| 濠江区图书馆 | 位于海旁路与坑墘路交界处。 |
| 巡司埠       | 位于永濠街与永德路相接处。为清代“巡检司”的小校场。内有“双忠古庙”、“三圣庙”及“珍珠娘娘庙”。 民国为一公共广场，1933年辟为体育场，并立牌门，门匾书“中山体育场”，背面匾额书孙中山先生“天下為公”四字。并建有“尚武亭”、“雪耻亭”（尚武亭坍塌后，于1946年再建“正气亭”），同时建立“中山图书馆”于左侧。 1939年，日军入侵，场内设备殆废。 1963年，牌门尽拆毁，用于扩建抽纱厂、医院民房等，后恢复。 2003年6月24日，新巡司埠牌坊建成，為四柱三门式，正面匾额书“巡司埠”，背面匾额书“天下為公”四字。 2006年4月30日，陈昌华夫妇伉俪捐建“柳嘉林纪念楼”,区侨联成立“濠江区耆康会”。 |
| 双泉公园     | 2004年建成，位于皇帝帽石与三界岭之间，毗邻双泉寺，濠江区文化活动中心位于此。 |
| 濠城影剧院   | 位于达濠古城内，1956年11月初建时为竹木结构建筑，1983年重建，为钢筋混凝土结构，占地面积1950平方米。 以戏剧演出为主，兼作电影放映场。至今已显残破。 |
| 工人文化宫   | 位于达濠古城内。1928年由原陈氏宗祠改建而来，或疑其前身为达濠营守备署。 |

### 古庙
- 土地廟（福德老爷、伯公）：

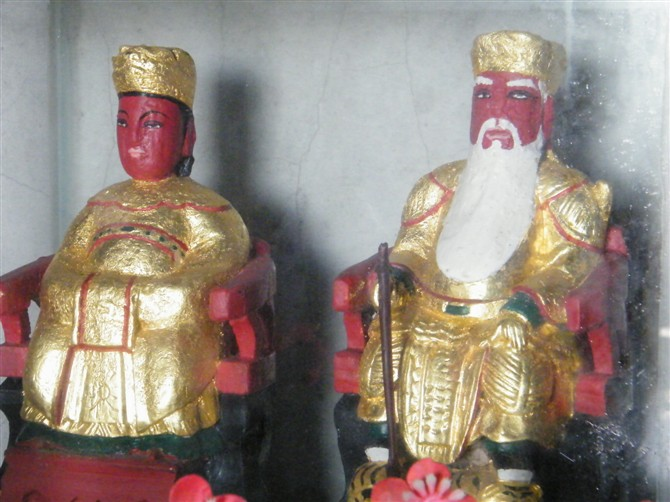
东湖岭伯公、伯姆像

土地公又称伯公、福德老爷，分布最普遍，每家每户家里以及商铺都会有伯公神位，以祈平安。比较大的伯公庙有青篮东门庙、北门庙，赤港东门庙，赤港福德巷福德老爷庙，赤港西田路福德老爷庙、下尾千人冡福德老爷庙，东湖岭东山土地庙等。还有一些伯公庙建于村头，常有大榕树遮荫，此类则以南山、广澳、葛朱的村头的伯公庙为代表。
|  |  |  |  |

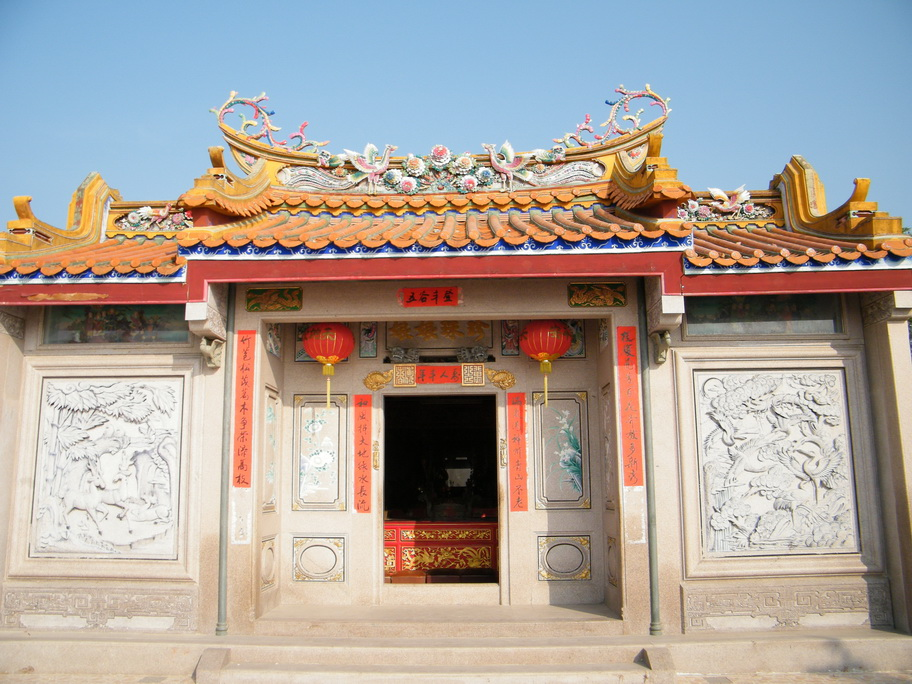
西墩 珍珠娘娘 2010.2.1

- 珍珠娘娘庙：下尾珍珠娘娘庙，巡司埠珍珠娘娘庙，达濠古城东城墙珍珠娘娘庙。

- 天后宫（妈宫）：达濠濒海，所以天后宫特多。青篮南门妈宫，赤港南门当镜古庙，西门头海山妈，仅厂前街就有两座妈宫。马滘、广澳、东湖、澳头等地亦广泛分布。

|  |  |

- 三山国王庙（王爷宫）：

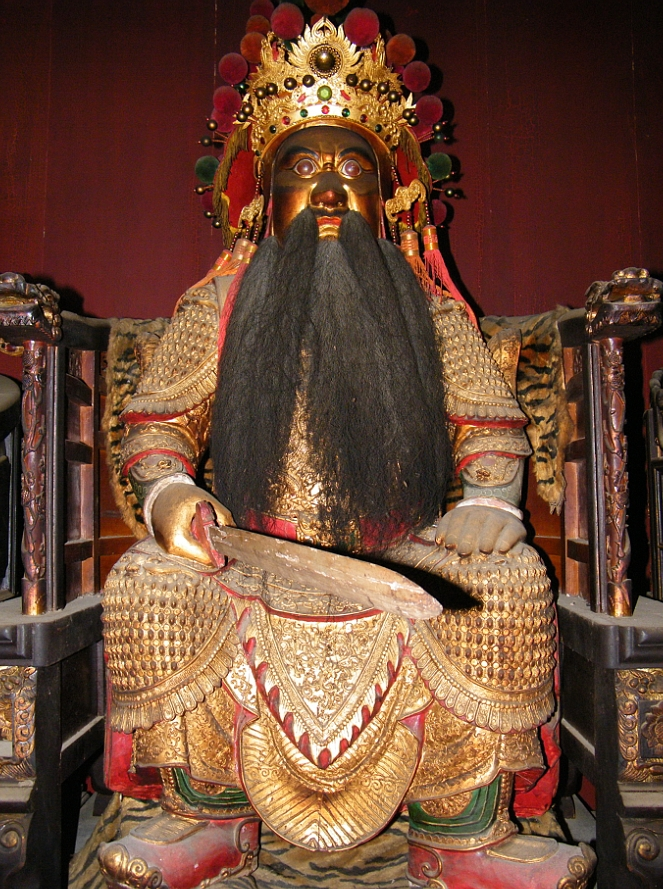
田心宫三山国王正像 2009.7.31

分布较普遍。达濠古城东墙外的王爷宫，赤港西门庙。青篮有三座：田心宫，青篮南门王爷宫，南光路南端王爷宫。西墩王爷宫，葛朱华铺古庙等。几乎村村皆有。
- 田心宫 始建于明崇祯五年（1632年），一九八七年重修。里面的三山国王雕像精美而庄严。
- 达濠王爷宫 始建于明朝，清乾隆五十年（1785年）改建三山亭，1985年遭火灾，遂重建，2009年末再重修。

|  |  |  |

- 关帝庙（关爷宫）：关帝庙俗称关爷宫，达濠有三座，分别是厂前街关爷宫，达埠陆厝池关爷宫，青篮西门古庙（并祀玄天上帝）。

|  |  |  |  |

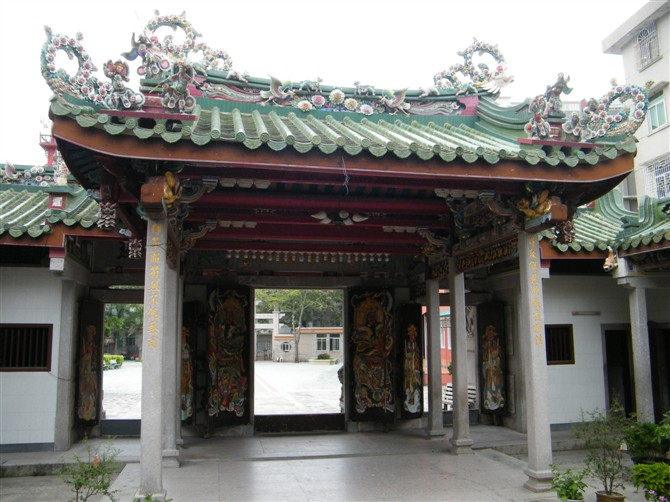
巡司埠双忠古庙内

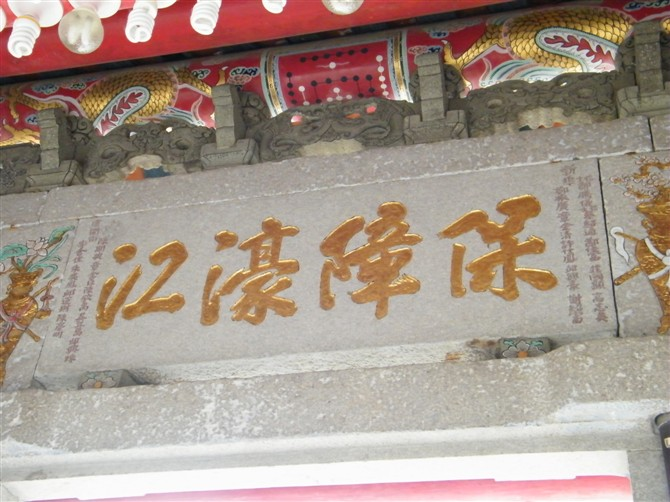
双忠古庙“保障濠江”石匾

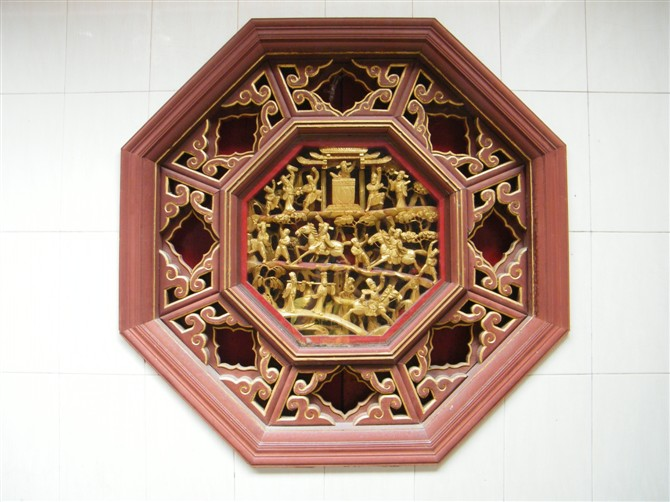
巡司埠神农古庙窗棂木雕

- 双忠古庙：双忠庙祀唐安史之乱中死守雎城的张巡、许远二将。

达濠有两座，一是巡司埠双忠古庙，一是赤港龙田双忠古庙。
|  |  |

- 木坑古庙：纪念介之推，达埠、河浦、广澳都有木坑古庙。

- 大峰祖师庙（祖师公）：大峰祖师俗称祖师公。达濠较出名者为青云岩祖师公，位于大瞭望山山麓。东湖岭脚大峰宝殿，同时是善德古堂的堂址。

|  |  |

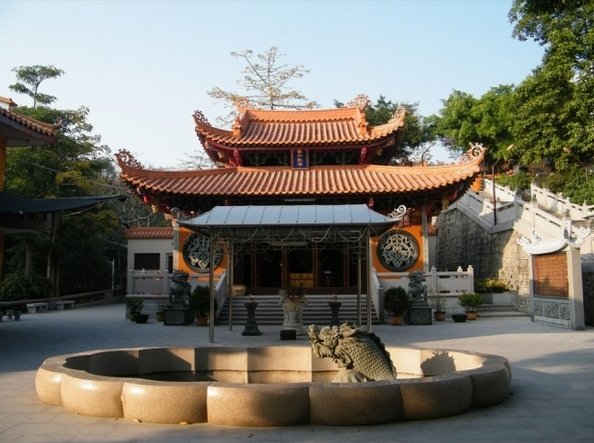
三界庙孔庙

- 三圣庙（神农古庙）：通常将神农、孔子、济公一起共祀，主祀神农，所以也称为神农庙。巡司埠神农古庙、青云岩风景区三圣阁即属于这种情况。位于濠洲路的三界庙则有独立的孔庙。
- 真君庙：达埠东门庙为真君庙。
- 地母娘娘：青篮、赤港有地母娘娘庙。
- 注生娘娘：属于道教系统，多与其他神祇一起共祀，如青篮宝印古堂等。
- 城隍庙：位于达濠古城内，与达濠城（建于1717年）同时建立或稍后，20世纪50年代后被毁，今不存。

### 寺庙
- 青云禅寺 位于青篮大瞭望山山顶，俗称岩顶、青云岩。
- 巨峰禅寺 位于珠浦东。
- 三界庙  位于濠洲路天公岭（三界岭）。
- 西山寺  又名狮山寺，西山佛祖。
- 双泉寺  皇帝帽石山麓，双泉公园后。
- 下尾庵  位于下尾。
- 白花尖大庙 位于礐石东面，临南滨路。
- 掠鸟尾山莲花寺  位于掠鸟尾山山顶
- 集圣寺 濠洲路，三界庙对面。
- 渡西寺 位于岗背村东的濠江边。

### 教堂

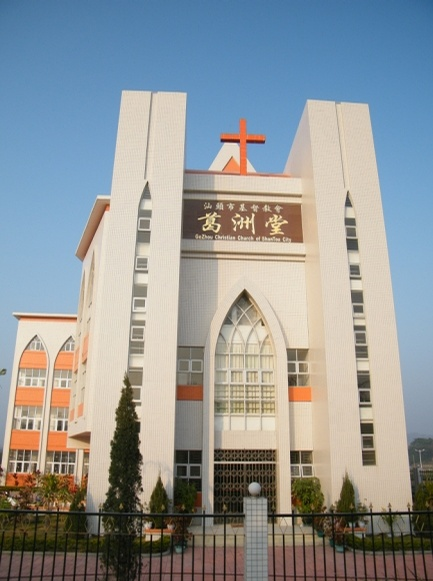
汕头基督教会葛洲堂 2010.1.29

- 基督教达濠堂 原位于永濠街7号，新堂位于磊广路国税局对面，2003年10月4日落成。
- 基督教礐石堂
- 基督教葛洲堂
- 基督教河浦堂
- 澳头天主堂
- 东湖村有礼拜堂

|  |  |

### 善堂

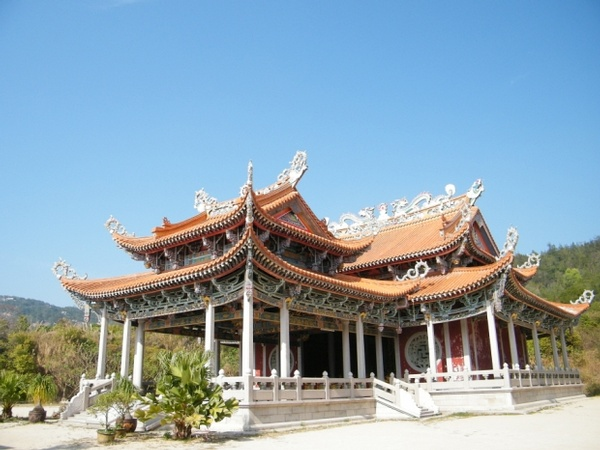
善德古堂 大峰宝殿 2010.1.30

善堂是潮汕本土民间慈善机构。
| 善堂               | 简介                                                            | 地址                                                                            |
| ------------------ | --------------------------------------------------------------- | ------------------------------------------------------------------------------- |
| 达濠善德古堂       | 始建于清朝中后期，承瓞潮阳和平报德古堂，是潮汕四大善堂之一。    | 达濠小望山山脚大峰宝殿                                                          |
| 达濠普德善堂       | 创建于1902年。崇奉大峰祖师，历来以兴办慈善事业为己任。          | 达濠陆厝池                                                                      |
| 达濠慈爱善社福利会 | 创建于1932年，是汕头市五善堂之一。                              | 总堂现址：汕头市礐石蜈田自然洞 （民国时为总堂义山） 总堂原址：汕头市外马路183号 |
| 河浦集庆善堂       | 1922年，陈金河倡建                                              | 河浦街道                                                                        |
| 玉石义诚善堂       | 创建于1933年，原名义诚社,1941年改名义诚善堂。                   | 玉新街道玉石乡                                                                  |
| 达濠从德善堂       | 或又写作“崇德善堂”                                              |                                                                                 |
| 达濠天云善院       | 供孚佑大帝（吕洞宾），俗称“仙师公”。据说有100年历史，1984年复建 | 红桥路下段                                                                      |
| 东湖义德善堂       |                                                                 | 东湖村                                                                          |
| 青云念佛社         |                                                                 | 青篮北门外                                                                      |
| 洋背普德善堂       |                                                                 | 滨海街道华新居委                                                                |
| 钱塘可西公善堂     |                                                                 | 滨海街道钱塘居委                                                                |

### 祠堂
|  |  |  |  |

## 文物古迹

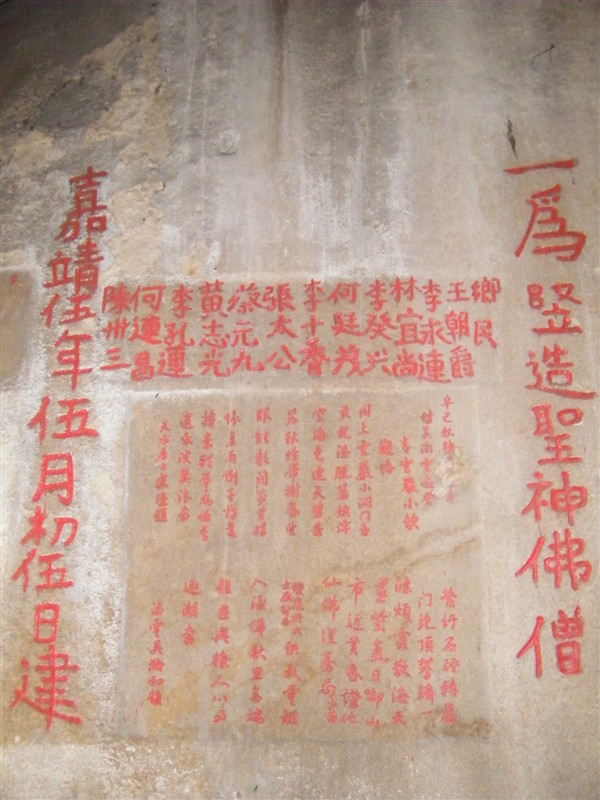
青云岩 嘉靖五年（1526）石刻

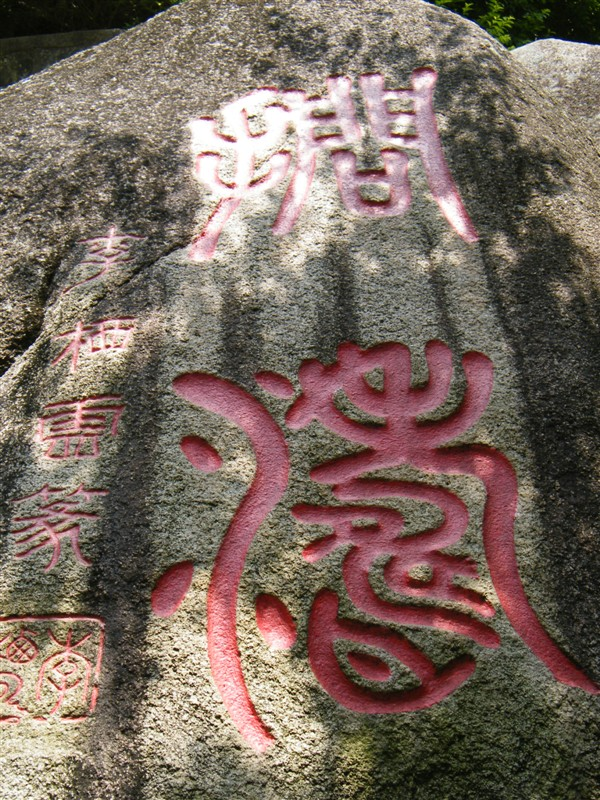
“捫濤” 李栖雲 篆 2009.8.3

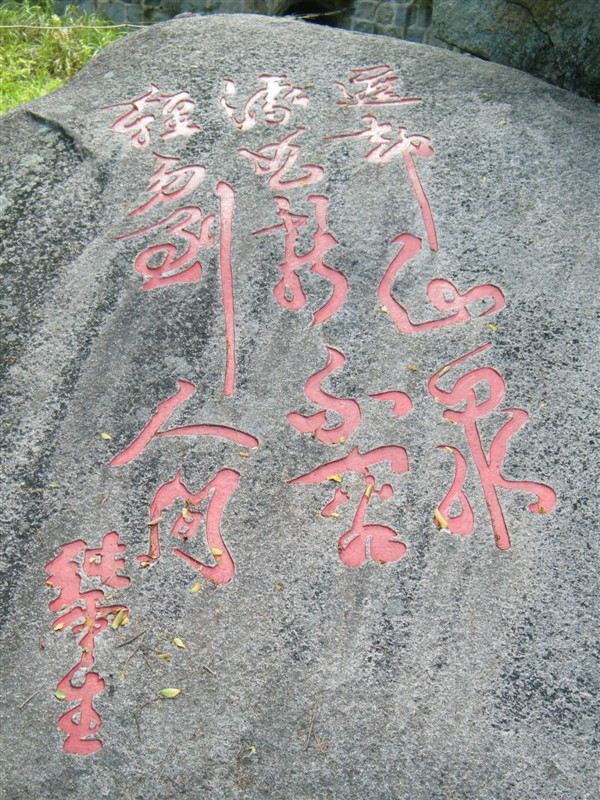
遮却山泉流曲折 不容轻易到人间 张雲生

- 青云岩 明嘉靖五年（1526年）五月初五。内有弥勒佛造像。

- 达濠三寨 （达濠寨、赤港寨、青林寨）建于明嘉靖时。

赤港寨门 东门：东峰挺秀。南门：南塘澂鑑。西门：西河潆带。北门：北斗辉映。另在东北面加建有“大道通达”、“紫气东来”两门。为清嘉庆已巳年（1809年）重建。东南西北四个门各有庙。赤港东门庙为福德老爷庙，南门为当镜古庙，西门为三山国王庙，北门为玄天上帝庙。
- 永安桥 明崇祯十二年（1639年），位于青云禅寺正门前十几步外。
- 达濠古城 清康熙五十六年（1717年）

### 石刻
- 河渡威武寨石刻 北宋皇祐四年（1052年）
- 岗背迭石石刻 北宋绍圣三年（1096年）[70]
- 东湖南宋嘉定七年（1214年）修路碑记。

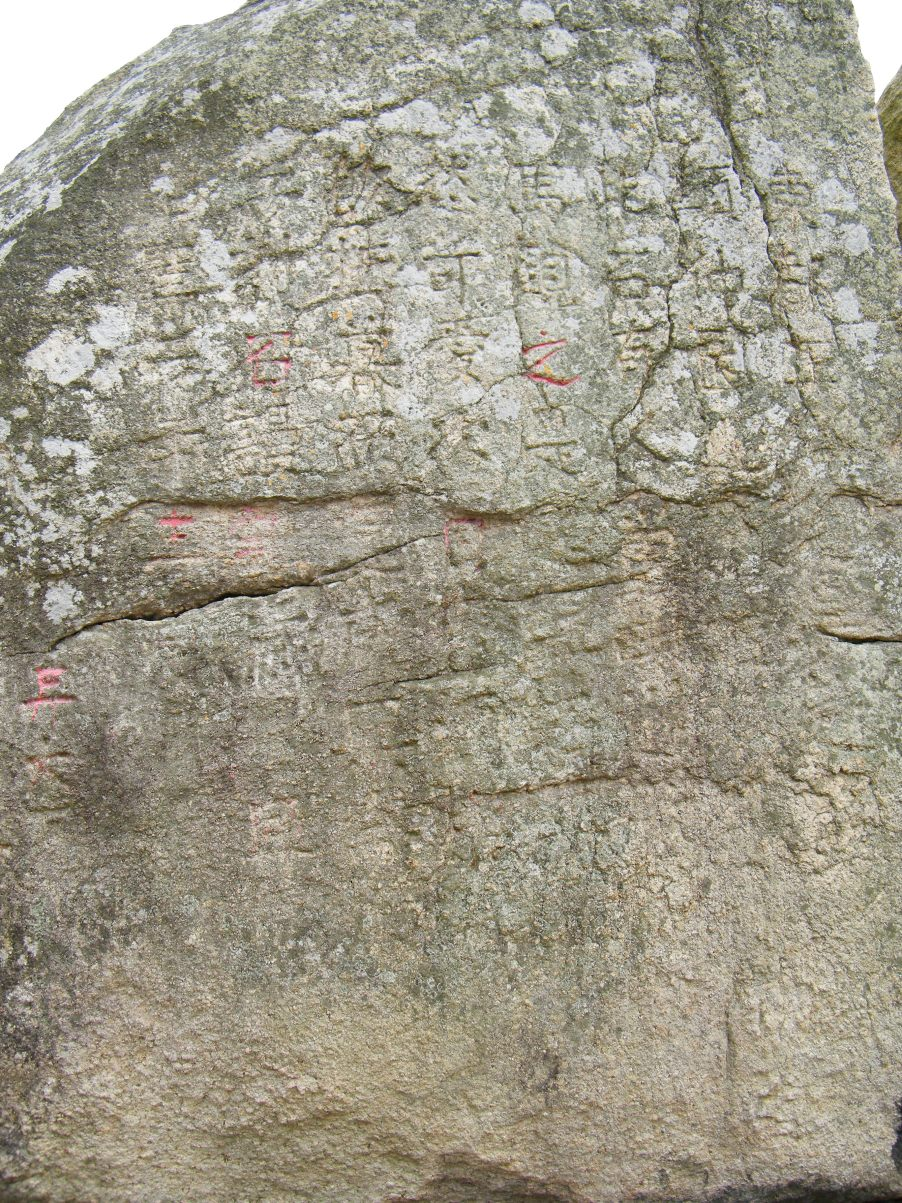
岗背北宋绍圣三年（1096）叠石石刻

- 磊口南宋景定四年（1263年）摧锋军石刻，铭文：“摧锋军伦黄景定四年十一月念九日部兵抵此”。
- 岗背杏坛石碑 元延祐三年（1316年）[71]
- 澳头明洪武九年（1376年）升旗山 “震武寨”遗址石刻。
- 三寮四顾台石刻 明天启元年（1621年）

### 砲台
- 清康熙五十六年（1717年）建达濠城的同时，于达濠岛东南，建河渡炮台、广澳炮台、莲澳炮台三座炮台。
- 清嘉庆五年（1800年），于礐石建宫鞋石炮台。
- 清咸丰、同治年间筹筑苏安炮台，至光绪五年(1879年)建成。

### 茔墓
宋
- 户部检法郎吴继祖墓 在青蓝山。[72]
- 钟英墓 河浦街道河南居委。[73]
- 陈憺墓 河浦街道河东居委。
- 林梅轩墓 滨海街道钱塘居委。[74]

明
- 佥事李龄墓在濠浦楼下。
- 林有源墓 滨海街道上头居委。

清

封庶吉士周同俊墓 ，子庶吉士周凤来墓俱在达濠下尾园。

金门总兵汤宽墓 在砂都广澳。父赠怀远将军顺和也葬于此。祖赠怀远将军宅俊葬赤港赤石埔。

封武功大夫黄天申墓 在招都赤港乡后。祖赠武翼大夫衍球葬砂都东湖乡后。

台湾副将黄凤墓 在澳头乡竖旗石。子游击锡侯葬东湖。

于潜知县陈泰年墓 在砂都鹤头山（今河浦街道河北居委猫山）。

赠昭武都尉吴开茂墓 在葛州牛头山。子赠昭武都尉祥腾葬砂都三层岭。

赠武翼都尉黄龙骧葬砂都苏澳。孙赠征仕郎黄遇春葬砂埔乡前。

盐城知县姚逢熙墓 在鸡母石脚（今大脚虾水库附近）。曾祖赠奉政大夫邦梁葬招都新寮乡尖石山。

南澳总兵梅春魁墓在招都东湖乡。

福建厦门前营把总黄玉书墓在珠浦山上。

陈梅林墓 河浦街道河北居委叠石山。

陈作舟墓 玉新街道燎原居委龙角墓。

万人墓

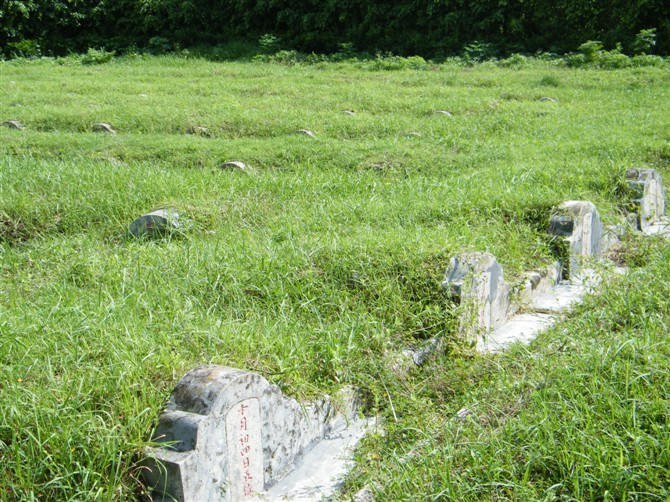
达濠万人墓 2009.7.26

万人墓在赤港村后，皇帝帽石山下，东临达濠堂。民国廿八年（1939年）侵华日军佔据达濠，封锁港口，又值1943年亢旱，粮食无收，饥馑严重，饿殍遍野。地方从德善堂（十二社）辟冢于此，统埋路尸。一日一坑，逐日立墓（自农历五月初四日起至十一月十四日正）。各墓碑文只书月日及位数。其中最多为五月十二日一墓，埋尸86具，全部共埋尸3440具。
千人冡墓

千人冡墓在下尾农田中，旁边有福德古庙，芳草凄凄。
汕头市革命烈士陵园

汕头市革命烈士陵园位于礐石风景名胜区焰峰山麓。陵园始建于1959年10月，并于1961年完成首期工程。